# Colletes
Genre
Colletes, les Collètes, est un genre d'abeilles de la famille des Colletidae. Ces 330 abeilles solitaires, présentes dans les régions tempérées et tropicales du monde entier, creusent dans la terre des cellules qu'elles tapissent de substances pour protéger leurs larves et leur réserve. Ce groupe taxonomiquement uniforme se distingue des autres genres par une nervation alaire en forme de S. Généralement noires et velues, les espèces sont morphologiquement assez monotones et difficilement discernables pour l'amateur au delà de leur biologie spécifique.

## Écologie et distribution
Le genre Colletes particulièrement diversifié comporte 330 espèces réparties dans les régions tempérées et tropicales, 135 de la région paléarctique, près de 90 de la région néarctique et environ 90 de la région néotropicale,.
Ce genre est absent de l'Inde et de l'Australasie. Son absence d'Australie est remarquable compte tenu de l'abondance d'autres Colletidae dans ce pays. Il est également absent de l'Islande, du Groenland, de l'Afrique tropicale et du bassin amazonien,.
Les Collètes sont adaptées à de nombreux biotopes, des zones semi-arides aux prés salés, du niveau de la mer à plus de 3 000 m d'altitude. Cependant, comme presque toutes les abeilles, elles sont de grandes amatrices de soleil et de chaleur, le nombre d'espèces étant inversement proportionnel à la latitude et à l'altitude,.

## Description

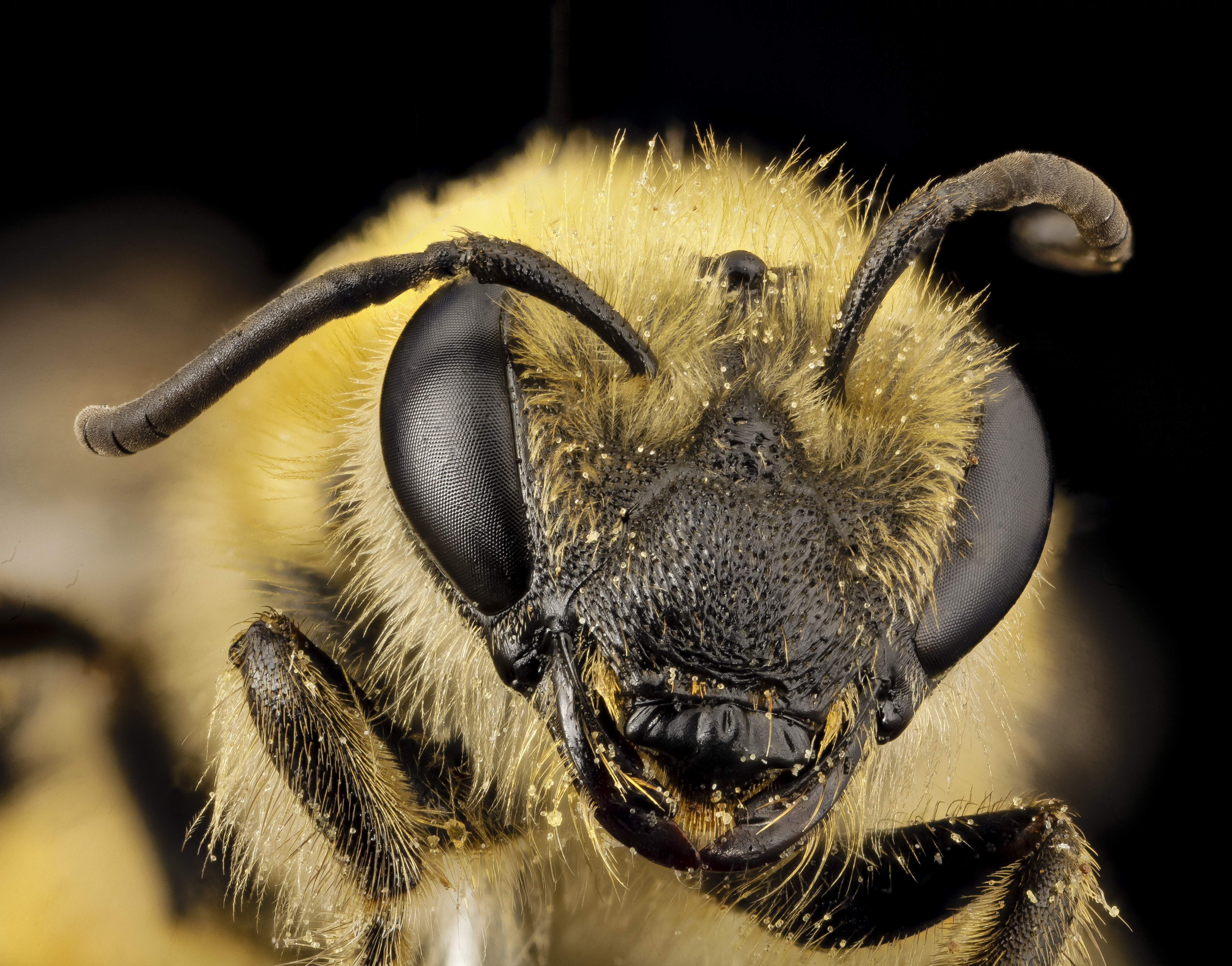
Tête de Colletes hederae.

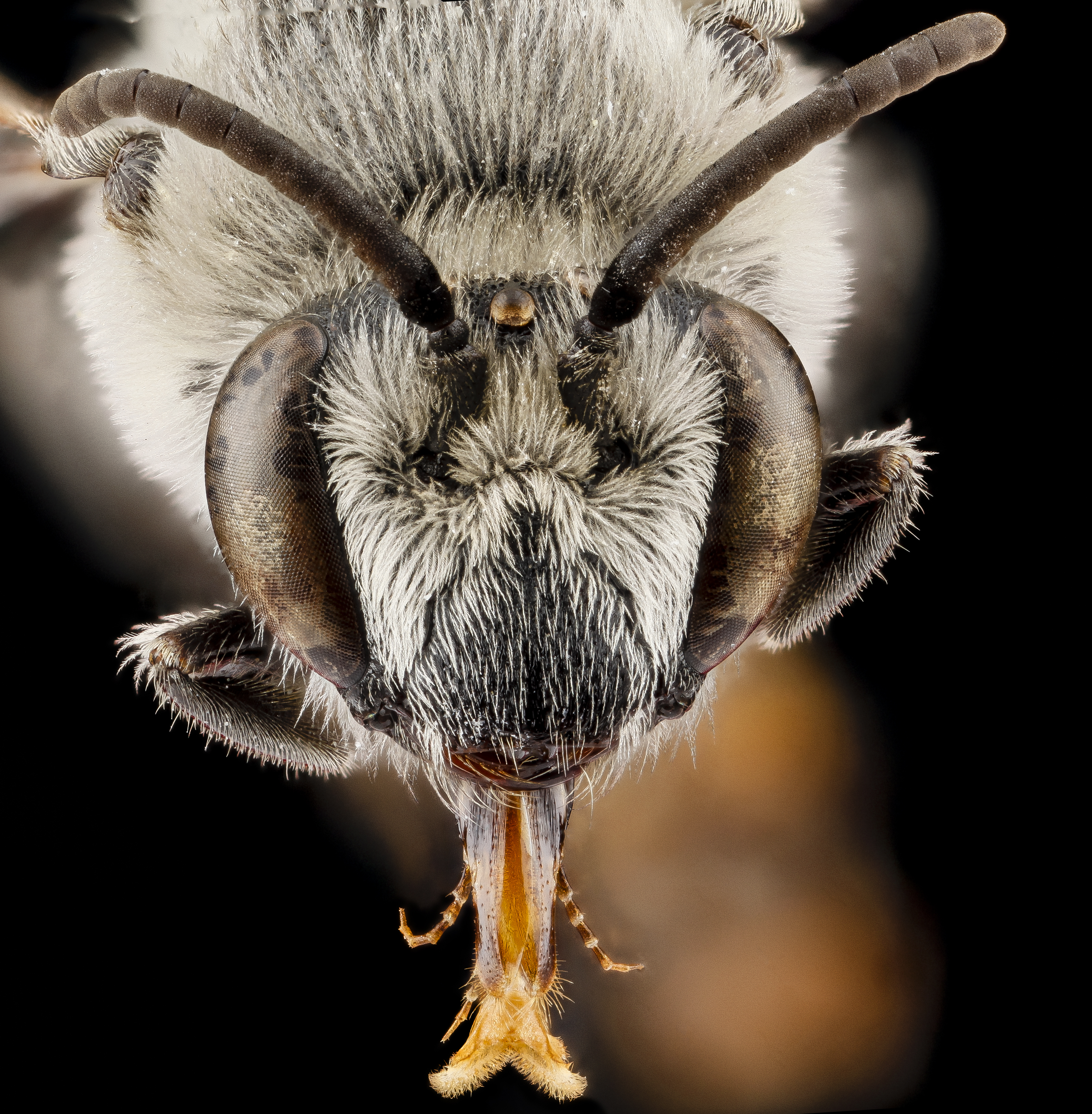
Tête et langue de Colletes willistoni.

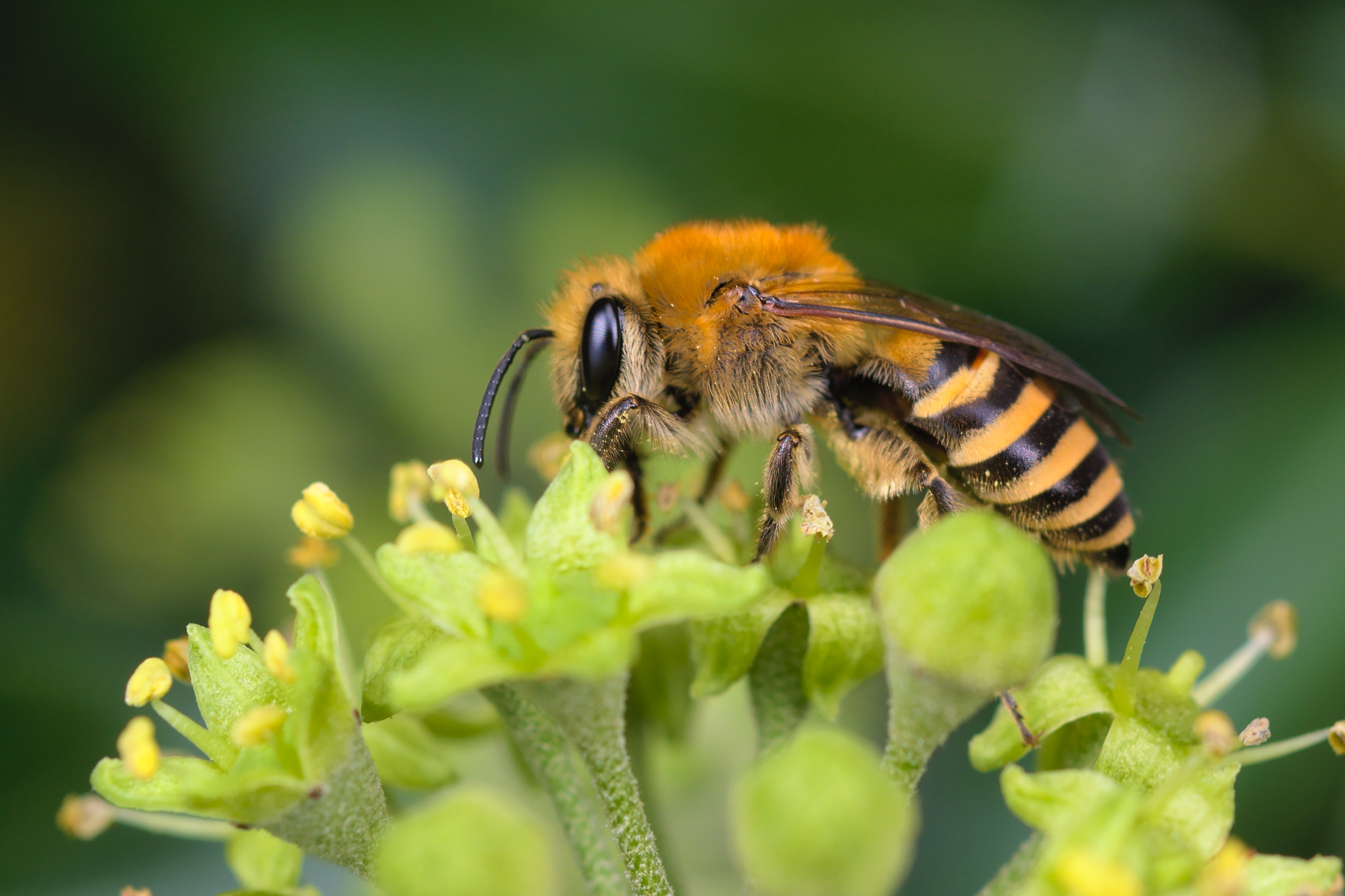
Colletes hederae butinant.

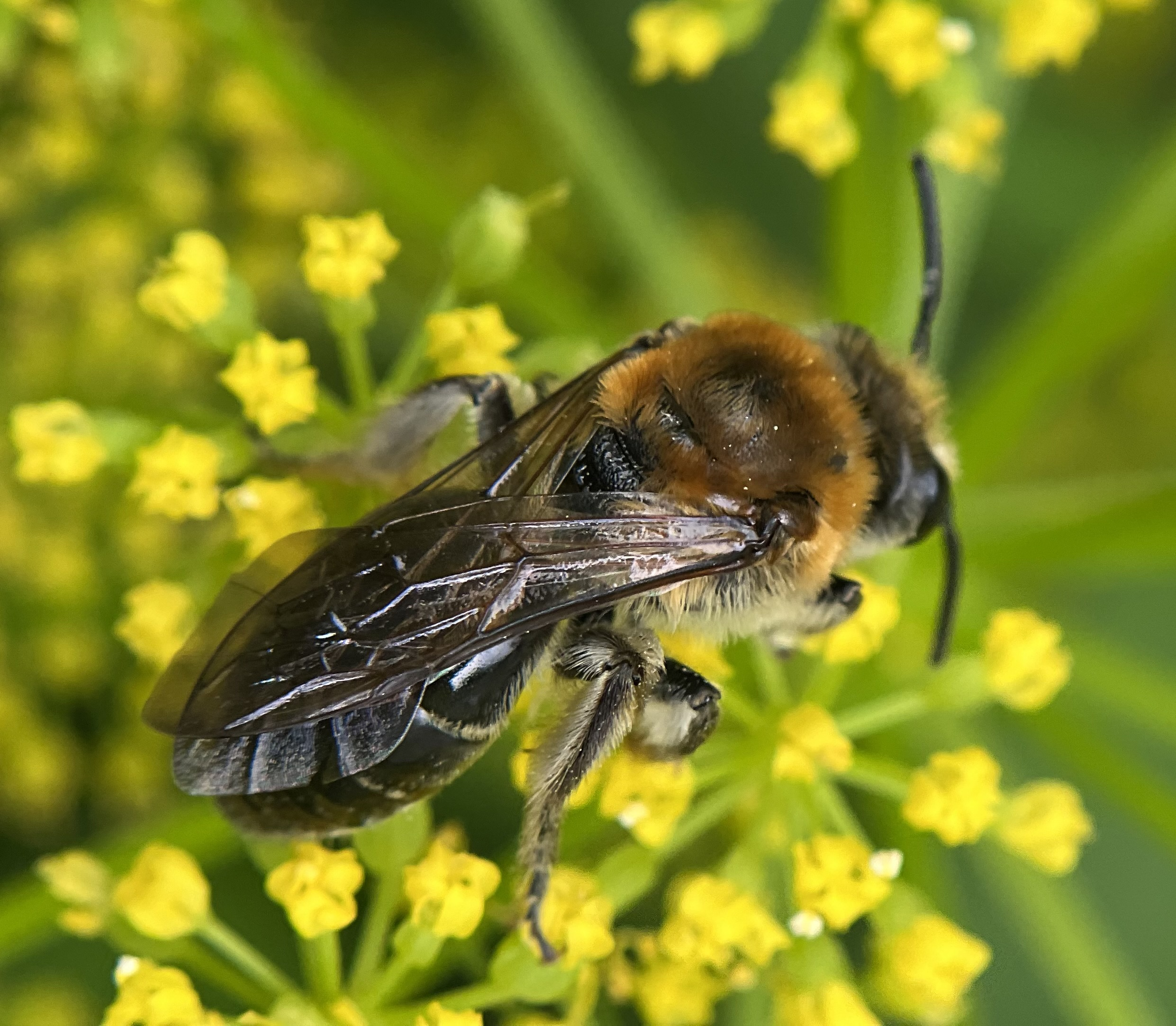
Colletes thoracicus butinant.

Dans leur forme générale, les Collètes ressemblent aux Andrènes et aux Halictes. Leur tête est nettemment plus large que longue. Les antennes sont composées de 12 articles chez la femelle et de 13 chez le mâle. Les yeux sont concaves, le labrum est toujours bien visible, le clypeus bien délimité et la langue courte et lobée. Le corps mesure de 7 à 16 mm et possède une pilosité abondante très dense. Les pattes sont particulièrement velues ; les pattes postérieures de la femelle sont ornées de deux grandes scopae pour la récolte du pollen. Le corps de la plupart des espèces est noir, sans éclat métallique, bien que certaines espèces aient des métasomes bleu métallique et d'autres des poils thoraciques rouge vif. Le gastre est aussi large ou plus étroit que le thorax, ovale ou conique, comportant 6 segments apparents chez la femelle et 7 chez le mâle. Le dessous du propodeum particulièrement velu chez la femelle est également utilisé pour la récolte du pollen. Les ailes sont claires ou seulement légèrement assombries chez la majorité des espèces,,.

La nervure alaire en S, caractéristique du genre, est indiquée en Rc2.

Le genre se distingue par la deuxième nervure récurrente de l'aile antérieure, en forme de S, qui est unique parmi toutes les abeilles, par des yeux fortement convergents ainsi que par l'absence de franges de poils sur les flancs des deux derniers tergites de l'abdomen,.
Au sein du genre, les espèces sont assez monotones et difficilement discriminables sans analyse microscopique au point que de nombreux apidologistes ont fait l'impasse. L'espace malaire — c'est-à-dire la distance des yeux à la base des mandibules —, le septième sternite du mâle, la structure de la pilosité et la coloration des soies fournissent des critères taxonomiques importants mais c'est la biologie — notamment le biotope, les espèces butinées et la phénologie — qui permet le plus souvent à l'amateur de déterminer à l'espèce, mais ce n'est pas infaillible,.

## Comportement

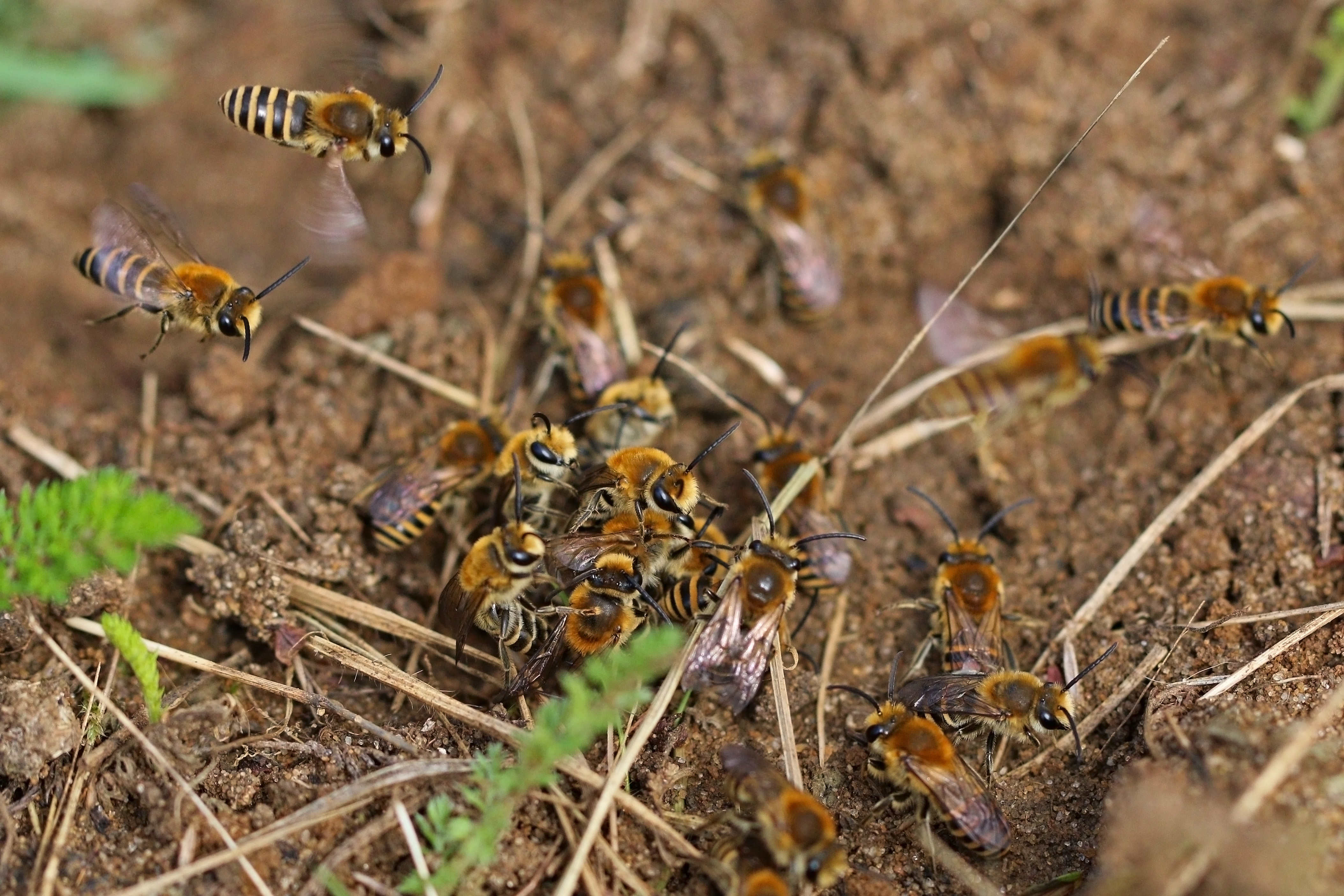
Groupe de Collètes du Lierre mâles.

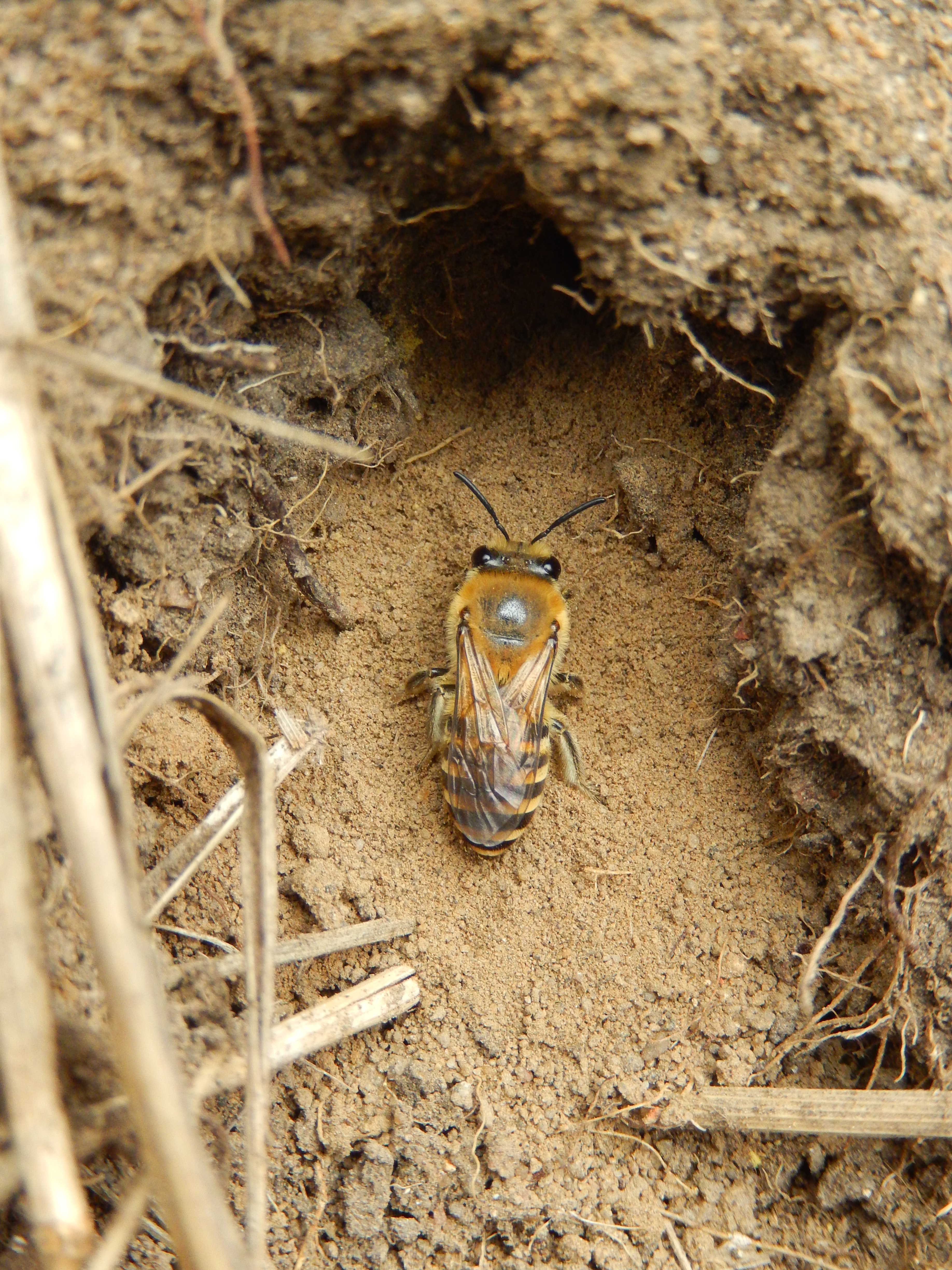
Collète du Lierre femelle devant son nid excavé.

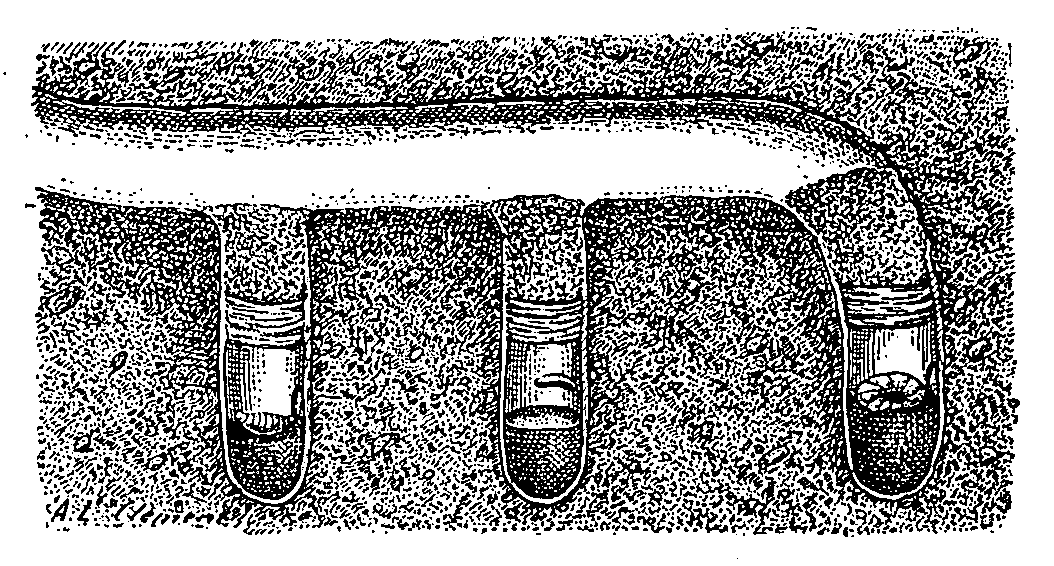
Galerie de Colletes succinctus.

Certaines espèces, comme la nord-est-américaine Colletes inaequalis, sont parmi les premières abeilles à émerger au printemps alors que d'autres, comme la ouest-européenne Collète du Lierre, sont actives à la fin de l'été et au début de l'automne,.
Les mâles émergent systématiquement en premier et attendent l'émergence des femelles en stationnant depuis un perchoir, comme une tige d'herbe, sur lequel peuvent se rassembler jusqu'à une dizaine d'individus, pour les espèces grégaires. Une fois qu'une femelle émerge, les mâles attirés par ses phéromones la prennent en chasse pour tenter de s'accoupler le premier. En début de saison, lorsque les mâles sont les plus nombreux, une femelle peut se retrouver à terre au centre d'un agglutinement de mâles, formant ainsi une boule d'abeilles en plein accouplement. Chez la Collète des sablières, le mâle peut creuser le sol pour féconder une femelle avant sa sortie,.
Comme de nombreux genres de la famille des Colletidae, la femelle Colletes une fois fécondée creuse seule dans le sable, le grès ou l'argile un terrier de nidification qui contient une unique cellule de couvain ou 4 à 20 cellules agencées symétriquement le long d'un couloir principal ou au contraire de façon hétérogène. Elle en tapisse l'intérieur d'un revêtement polymère protecteur contre l'humidité et les moisissures. Cette substance fongicide et bactéricide est un laminester, une forme de polyester sécrétée sous forme liquide par la glande de Dufour, située à l'arrière de l'abdomen. Sa polymérisation et sa solidification sont probablement provoquées par les glandes salivaires. Certaines Collètes des Andes sud-américaines, comme Colletes rubicola construisent des séries de cellules dans des tiges mortes et piquantes.
La femelle approvisionne chaque cellule avec du pain d'abeille qui a la particularité d'être liquide du fait de la forte proportion de nectar par rapport au pollen, l'imperméabilité de la cellule évitant les fuites. L'approvisionnement effectué, la femelle pond un œuf dans la cellule en le pendant au sommet puis la scelle définitivement. Protégée des prédateurs, de la submersion et du pourrissement, la larve s'y nourrit en s'enroulant sur le côté à la surface du liquide. Une seule génération d'abeilles est généralement produite chaque année, les adultes mourant leur rôle accompli.
Bien que les femelles ne partagent pas leurs taches entre elles, quelques espèces grégaires forment de grandes bourgades particulièrement populeuses de plusieurs centaines, voire milliers d'individus,.
Les Collètes sont souvent synchronisées à une ressource floricole spécifique : la Collète commune butine uniquement la Callune et les Bruyères ; la Collète des prés salés est inféodée à l'Aster maritime ; Colletes hylaeiformis est un visiteur fidèle des fleurs du Panicaut champêtre ; Colletes nasutus visite uniquement la Buglosse officinale. Tout de même, certaines espèces sont polylectiques comme Colletes fodiens qui est visible sur le Séneçon de Jacob, l'Achillée millefeuille et la Tanaisie,.

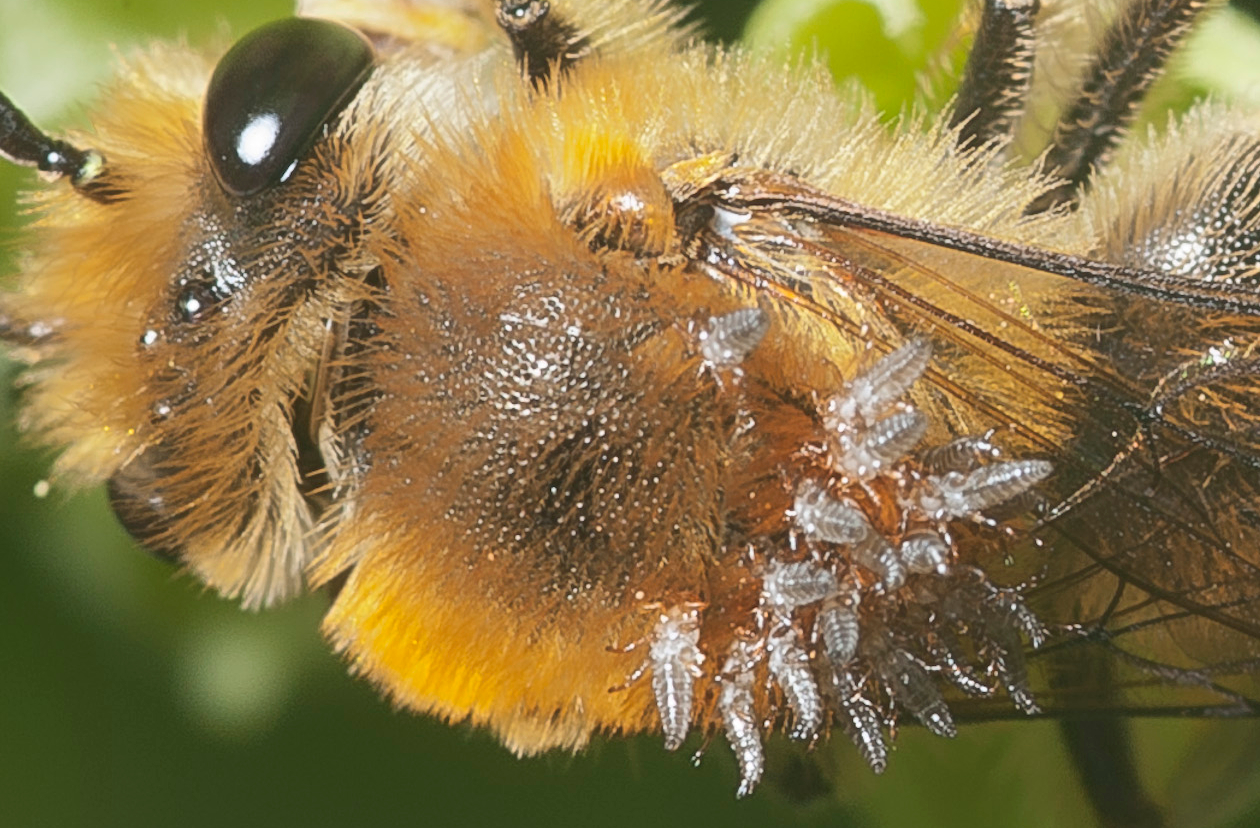
Triongulins de Stenoria analis sur le thorax d'une Collète du Lierre femelle.

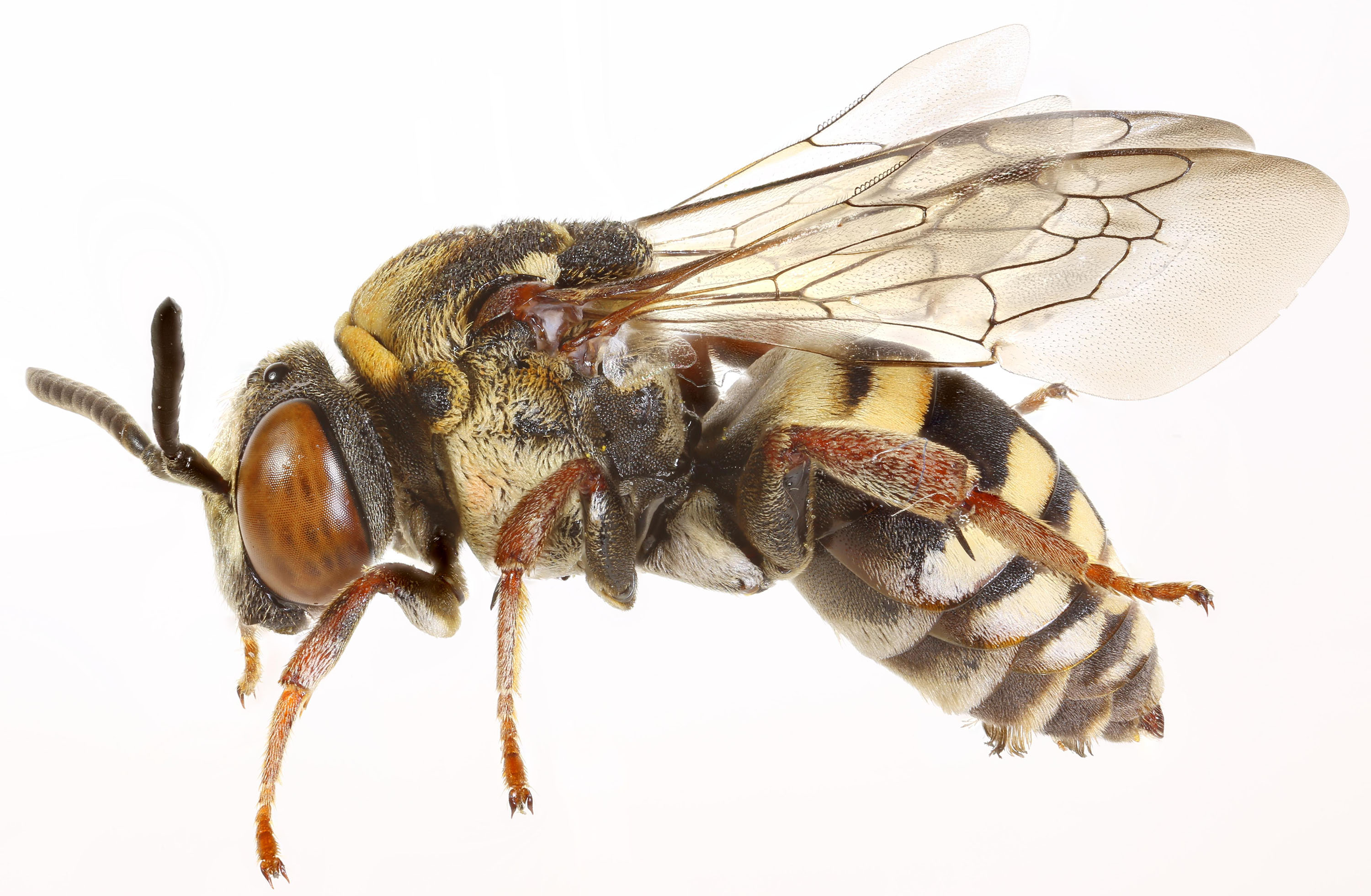
Epeolus cruciger, cleptoparasite de Colletes succinctus.

Le genre Epeolus, de la sous-famille des Nomadinae, rassemble des espèces cleptoparasites dont le développement est synchronisé avec les Collètes. La femelle pond son œuf entre les deux couches du revêtement polymère, l'extrémité antérieure étant exposée. La larve se développe ensuite en se nourrissant rapidement du pain d'abeille mis en place par la Collète,. De même, plusieurs familles de coléoptères, notamment les Meloidae comme le Meloe violaceus et Stenoria analis, cleptoparasitent le couvain des Collètes en se déplaçant jusqu'au nid en s'accrochant au corps des femelles sous la forme larvaire de triongulins.

## Les Collètes et l'humain
La taille de certaines bourgades peut parfois devenir génante en délabrant des murs en pierre ou de briques. Tandis que certaines espèces sont des pollinisatrices économiquement importantes, notamment pour quelques Physalis comme la tomatille et la cerise de terre.

## Systématique
Le nom valide complet (avec auteur) de ce taxon est Colletes Latreille, 1802.
Colletes a pour unique synonyme :
- Collectes Rafinesque, 1815

### Ensemble des espèces
Selon GBIF (25 septembre 2024) :
- Colletes abeillei Pérez, 1903
- Colletes aberrans Cockerell, 1897
- Colletes abessinicus Friese, 1915
- Colletes abnormis Kuhlmann, 2007

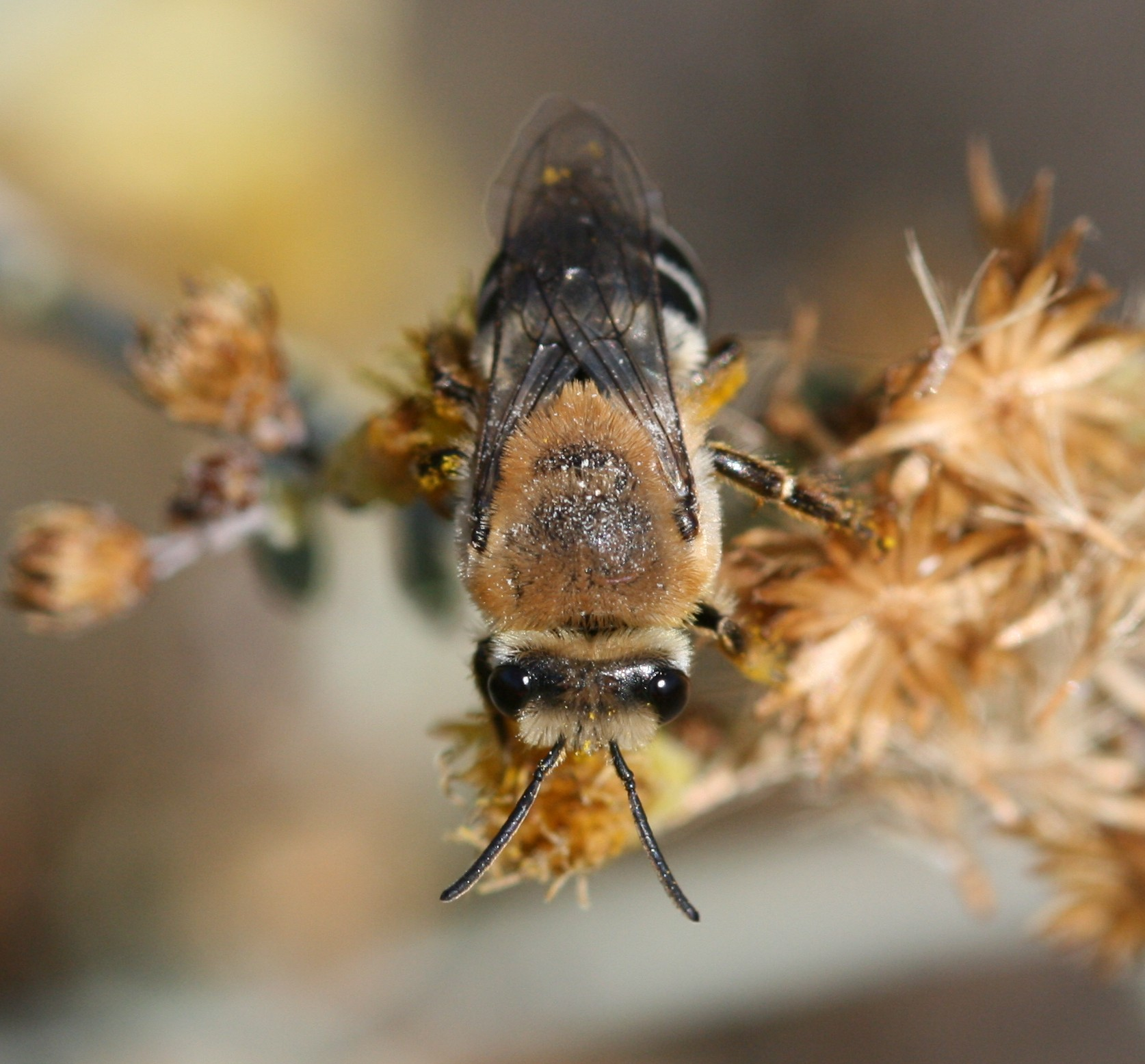
Colletes dimidiatus.

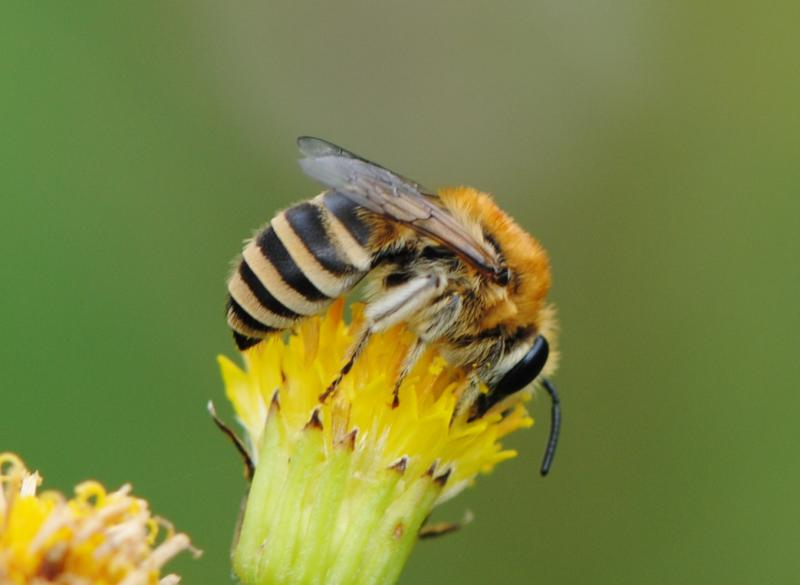
Colletes fodiens.

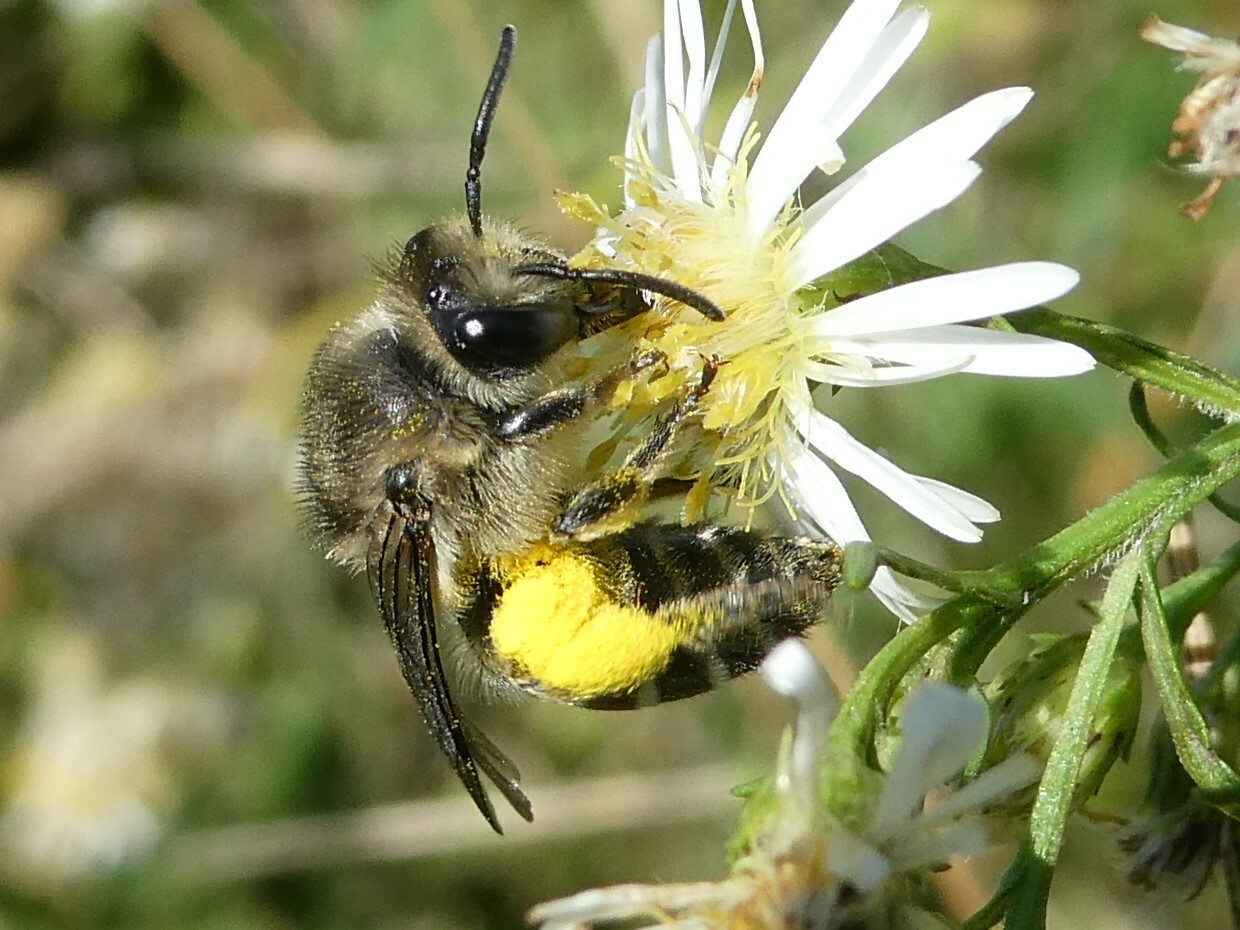
Colletes compactus.

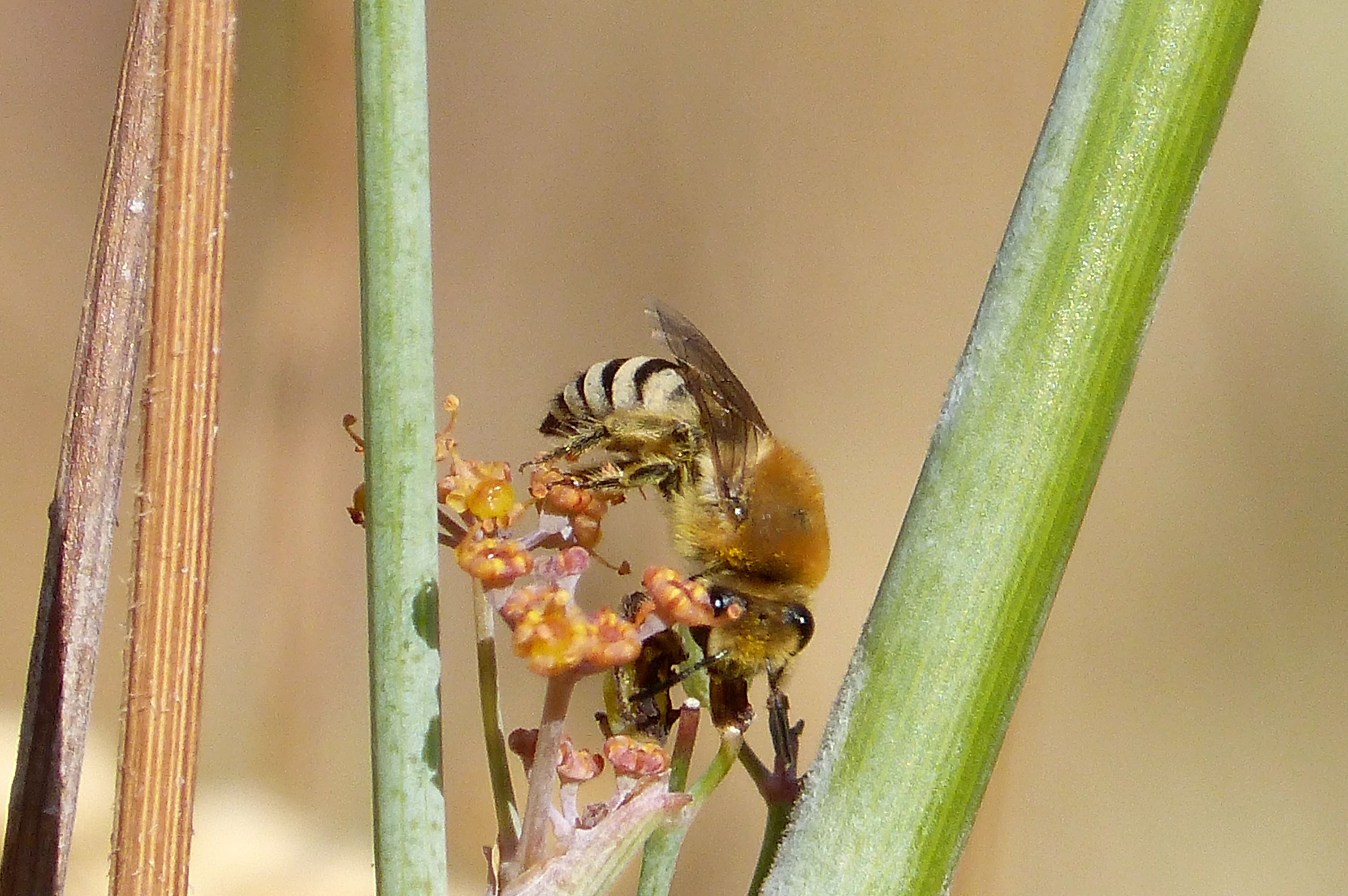
Colletes abeillei.

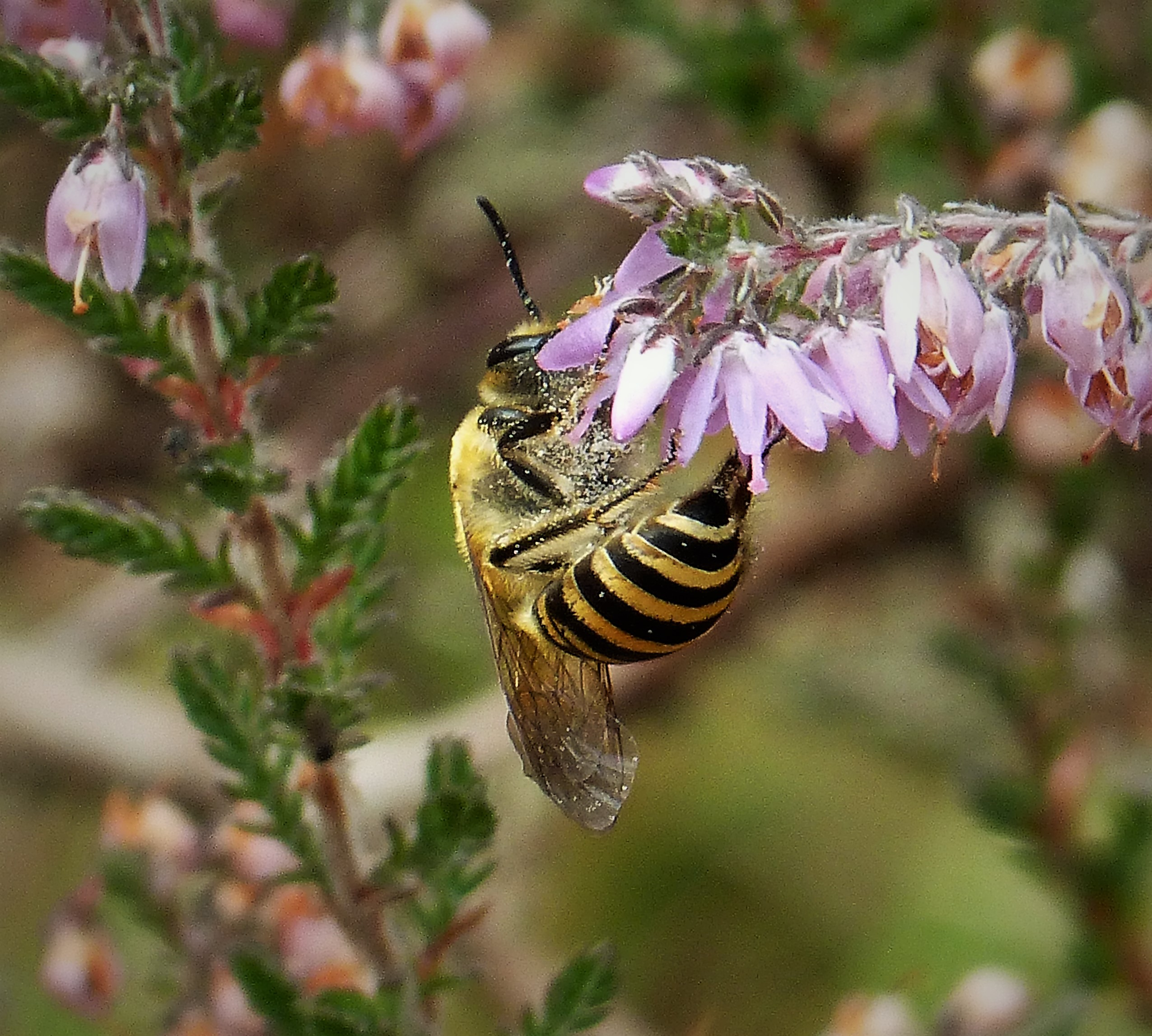
Colletes succinctus.

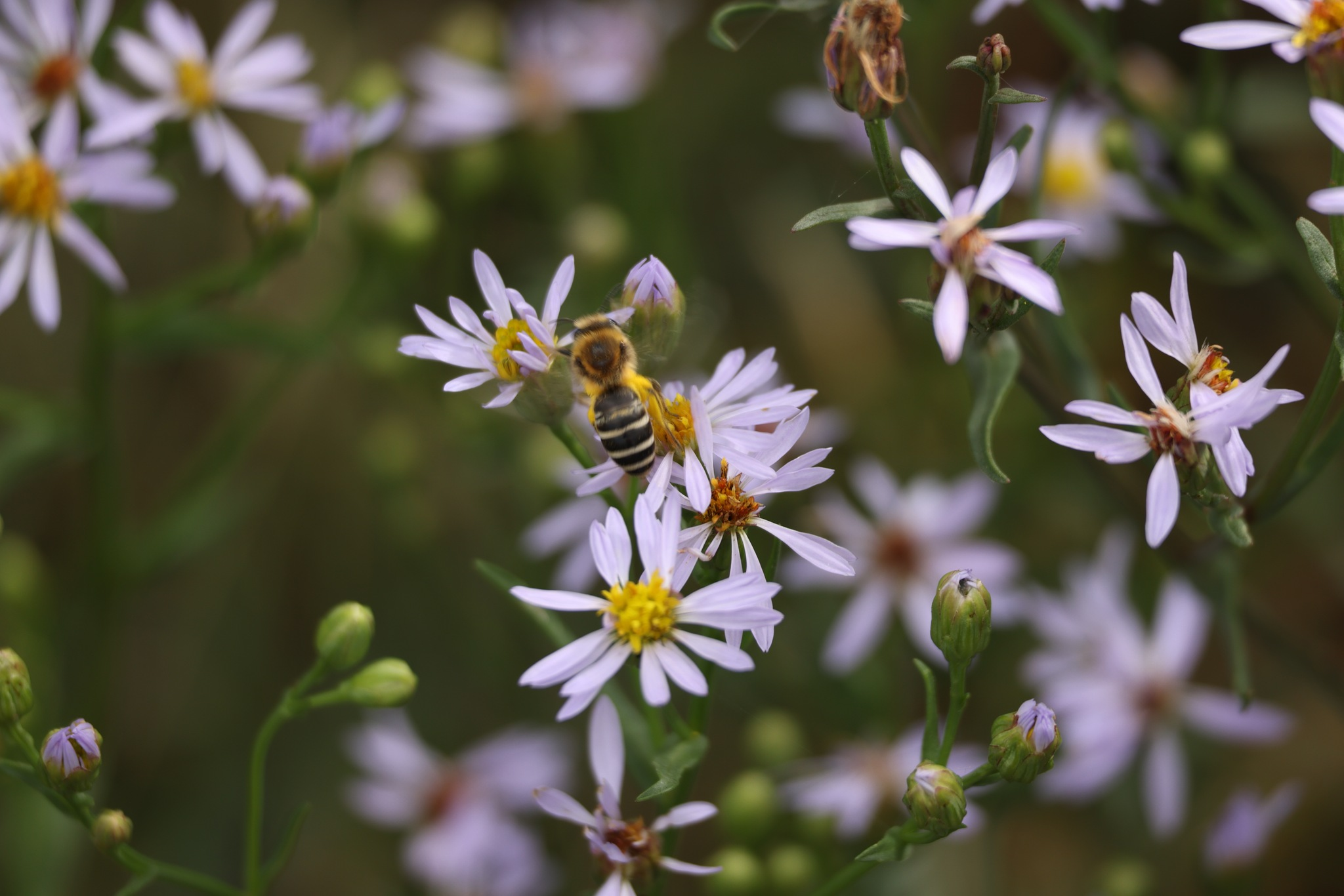
Colletes halophilus.

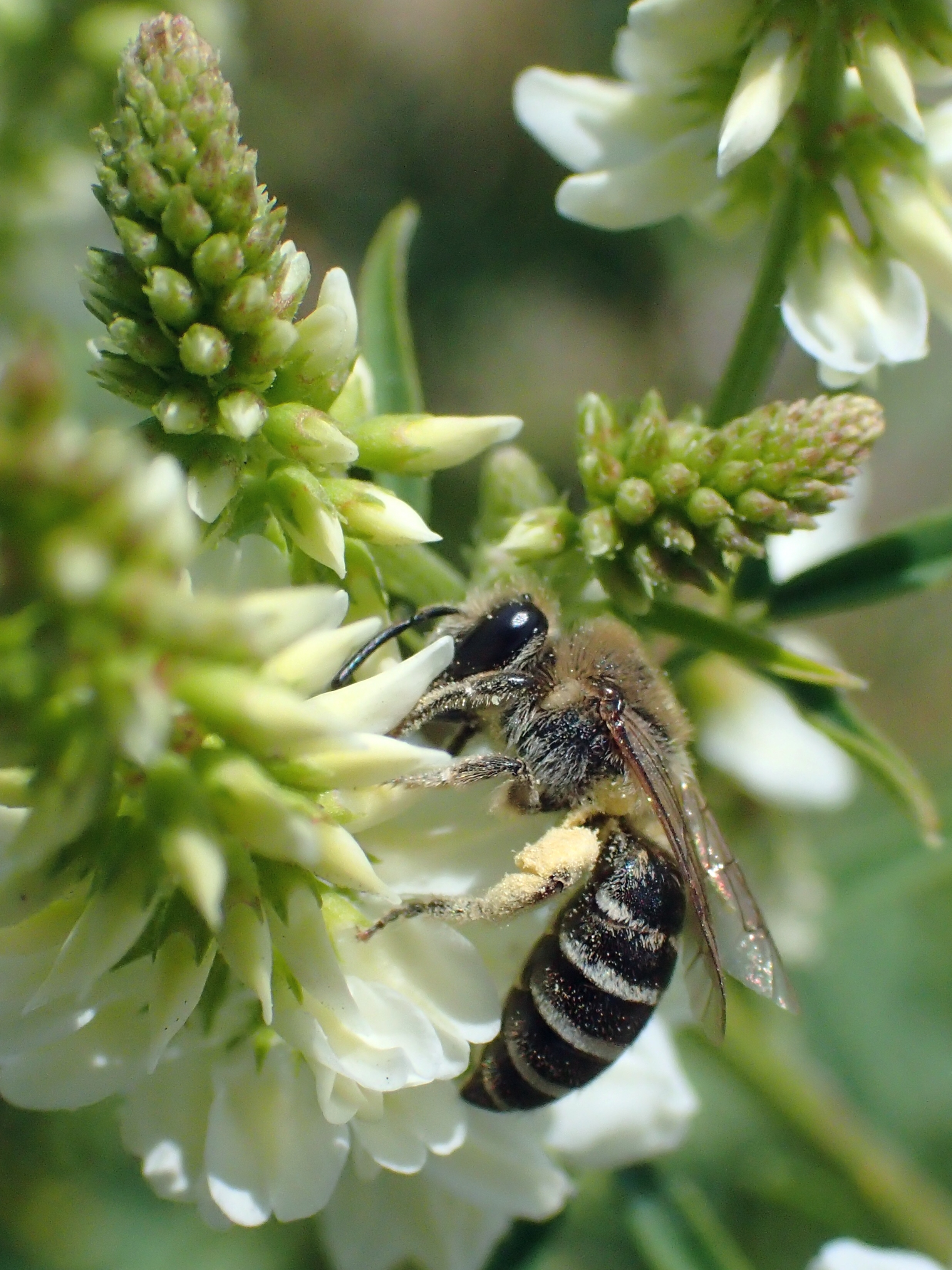
Colletes marginatus.

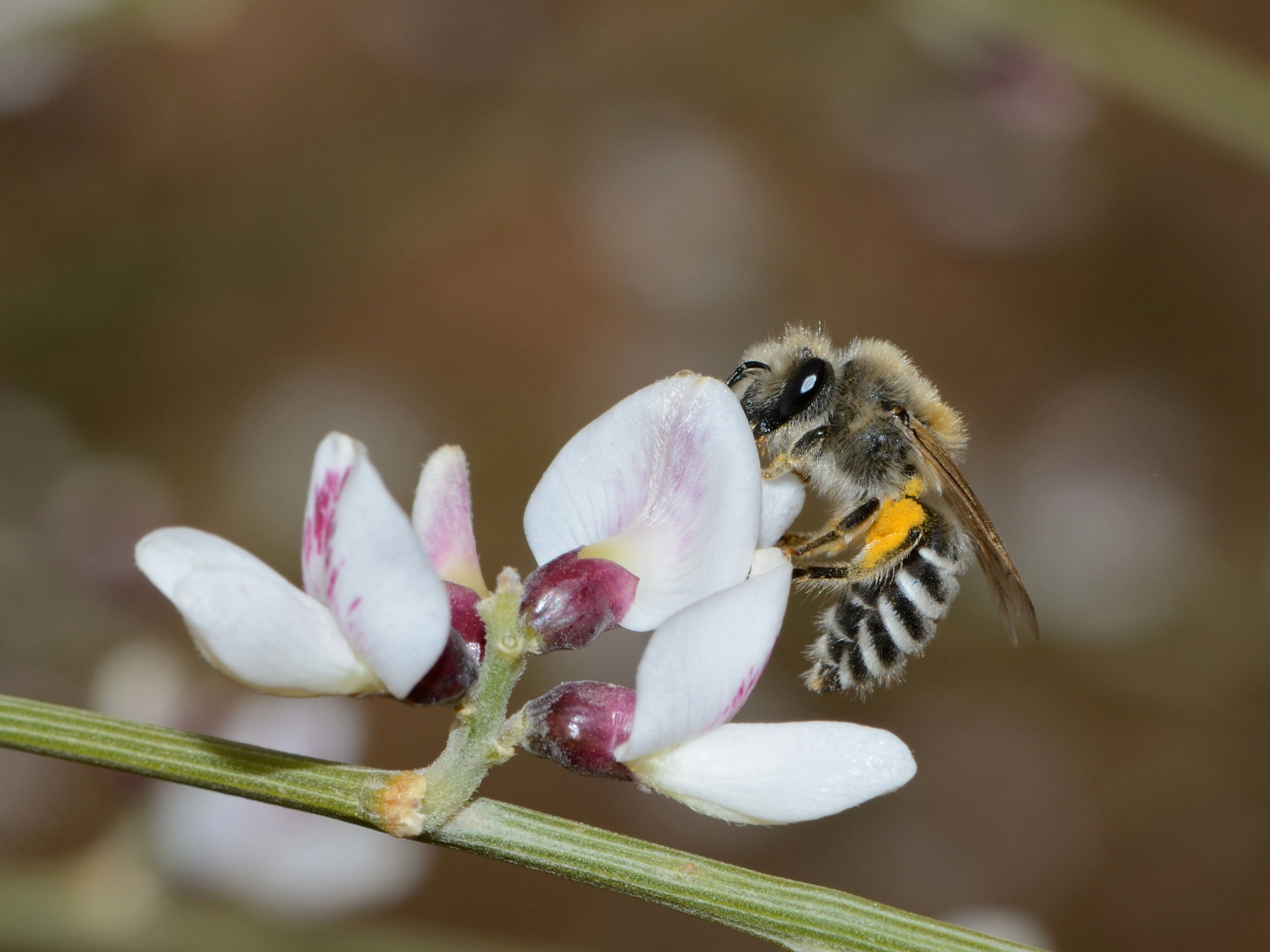
Colletes judaicus.

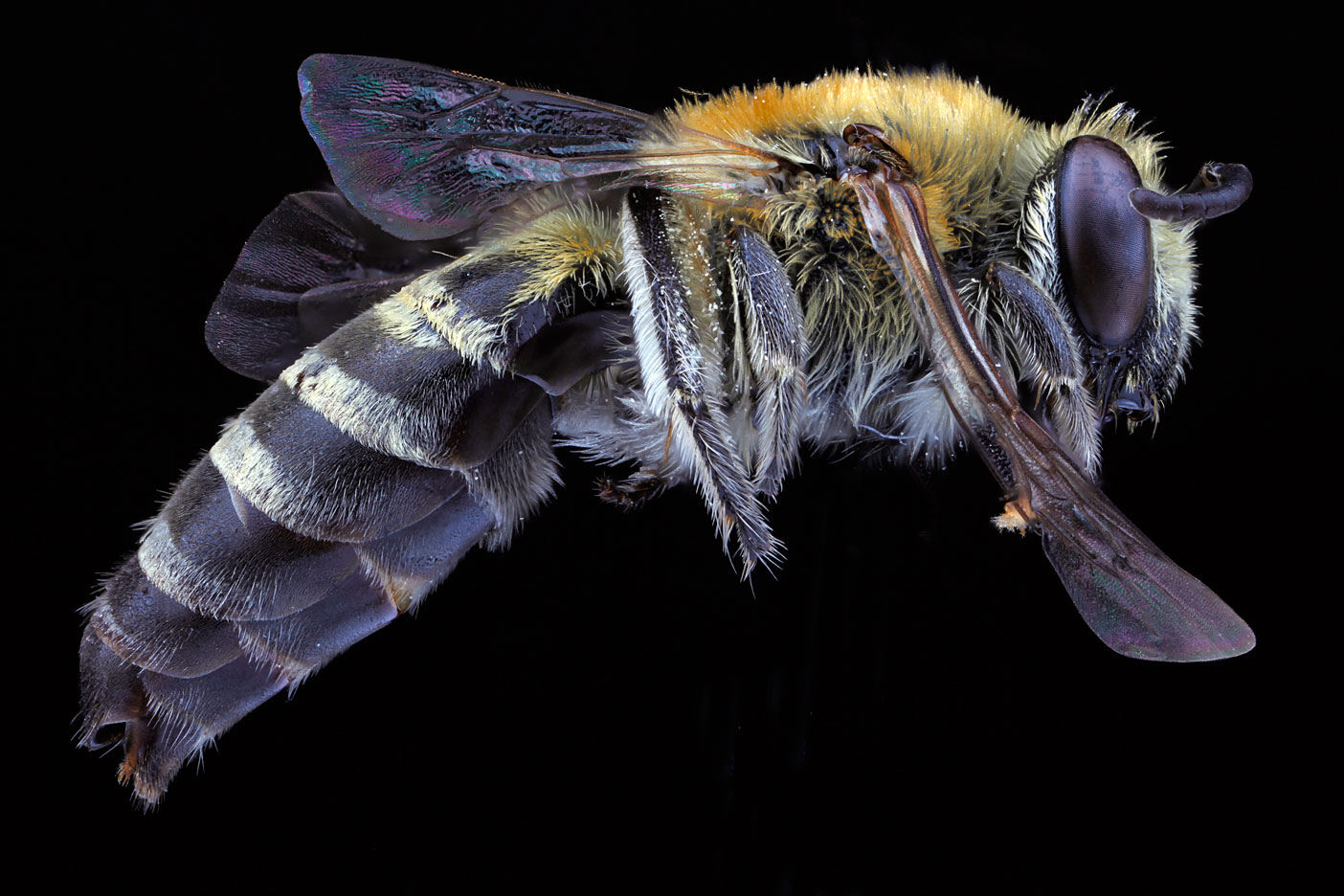
Colletes speculiferus.

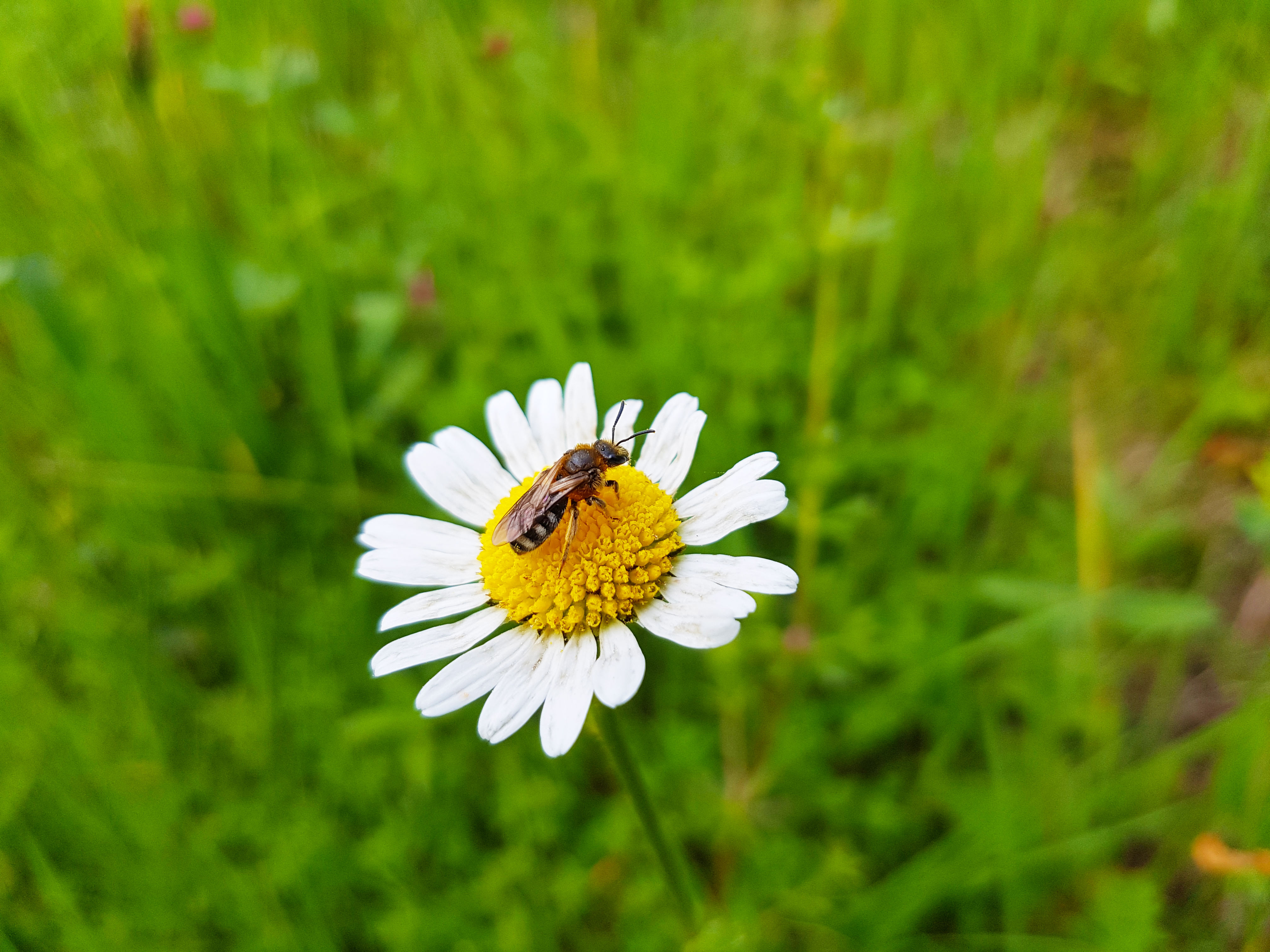
Colletes similis.

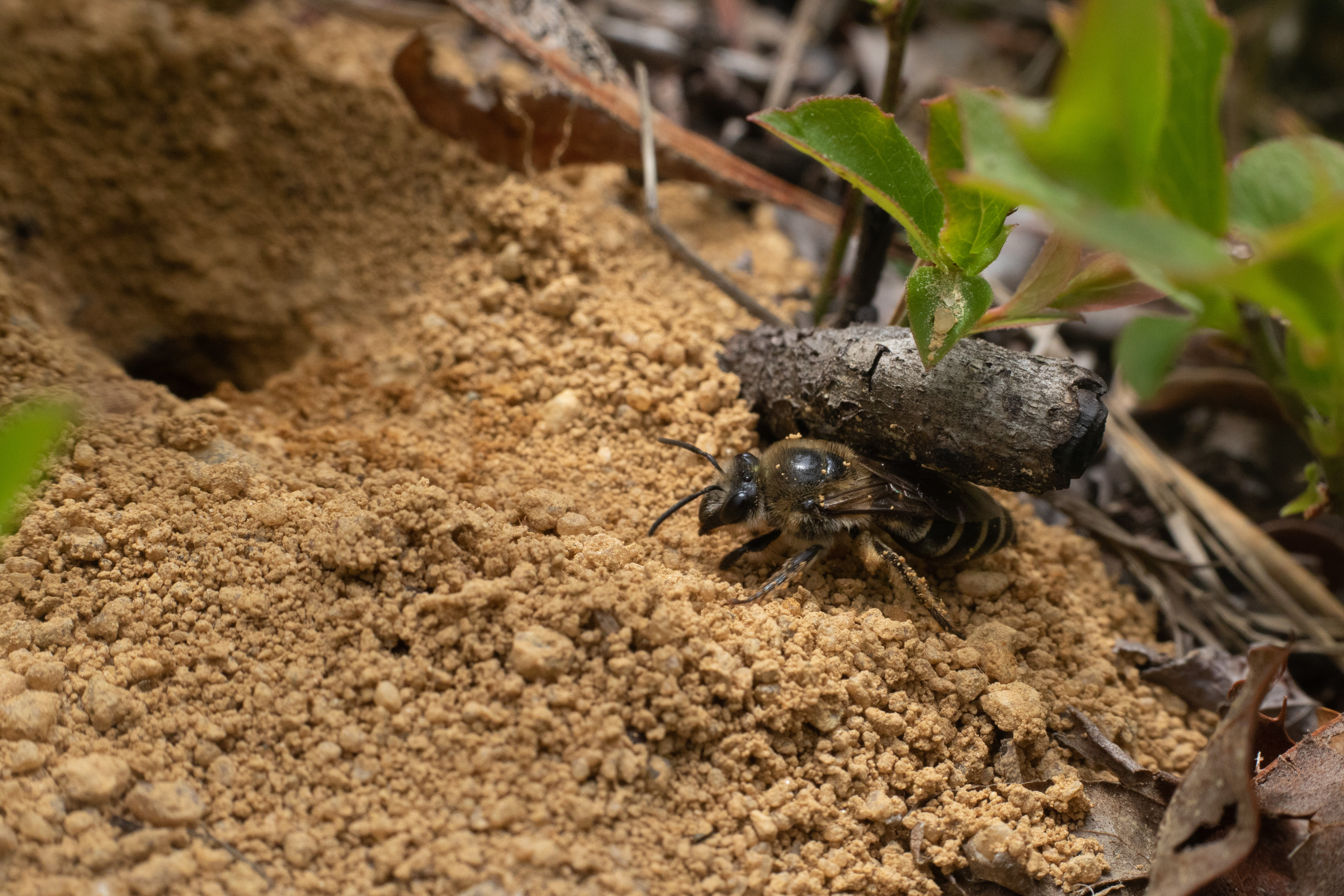
Colletes validus devant son nid.

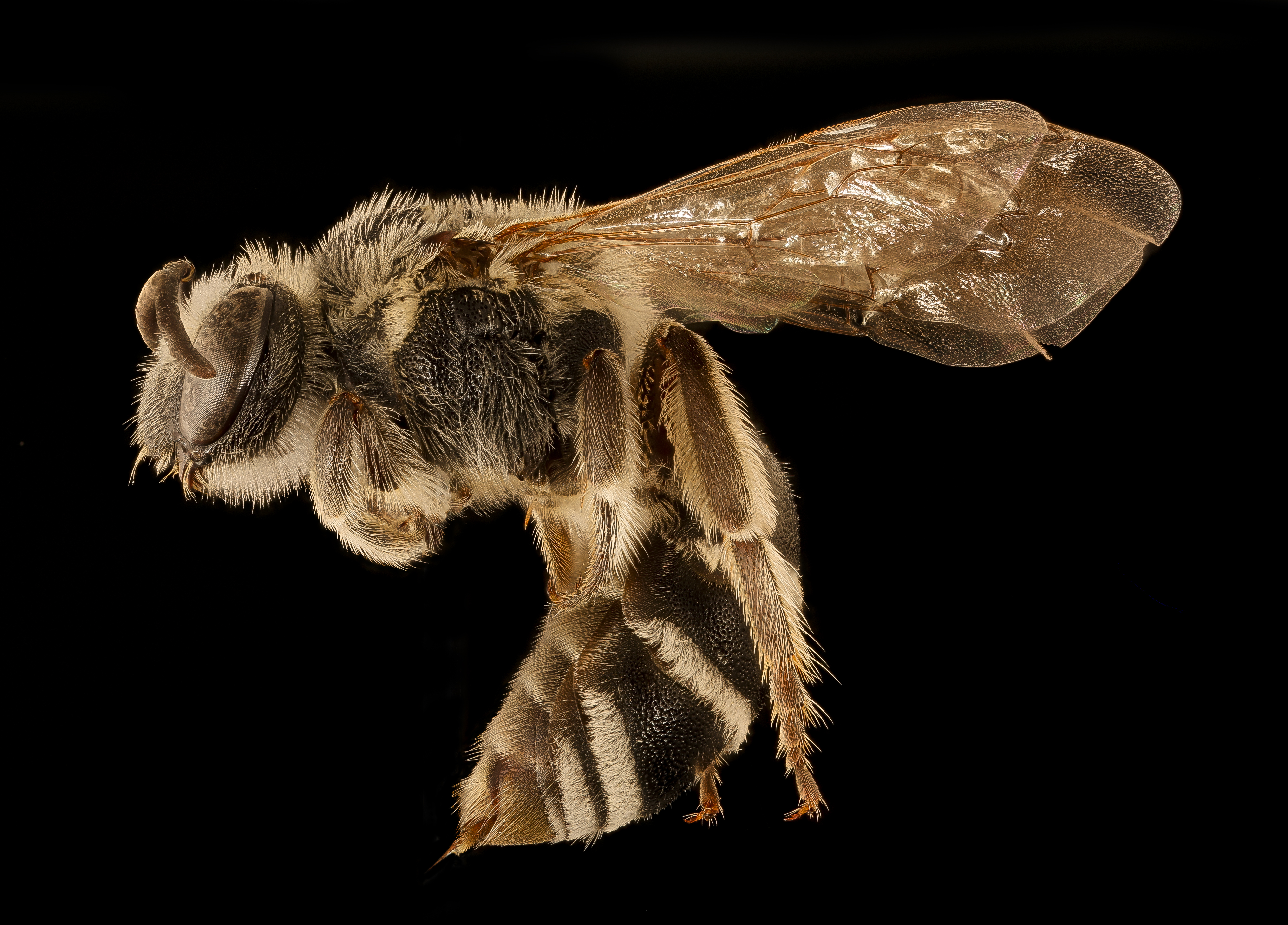
Colletes robertsonii.

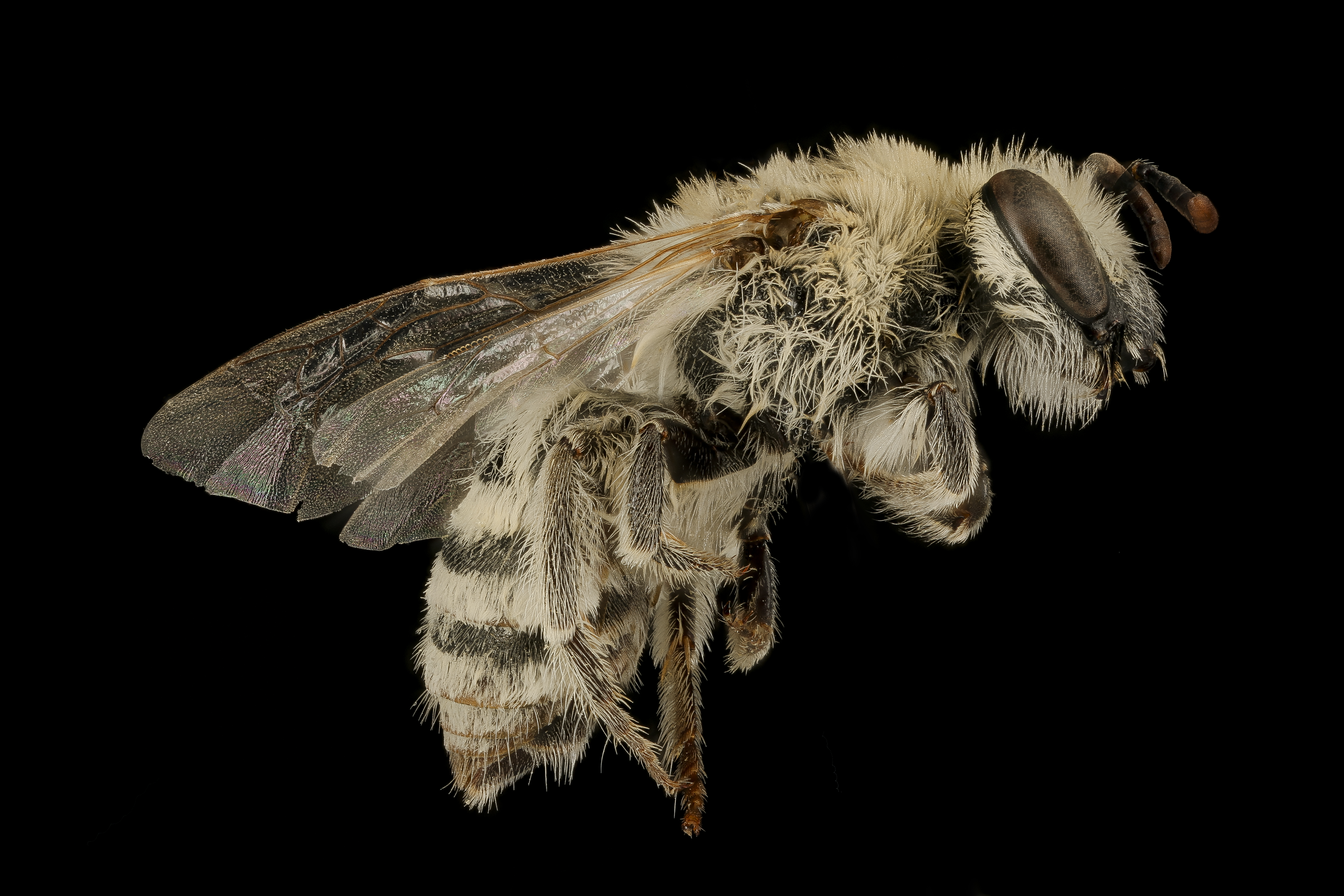
Colletes phaceliae.

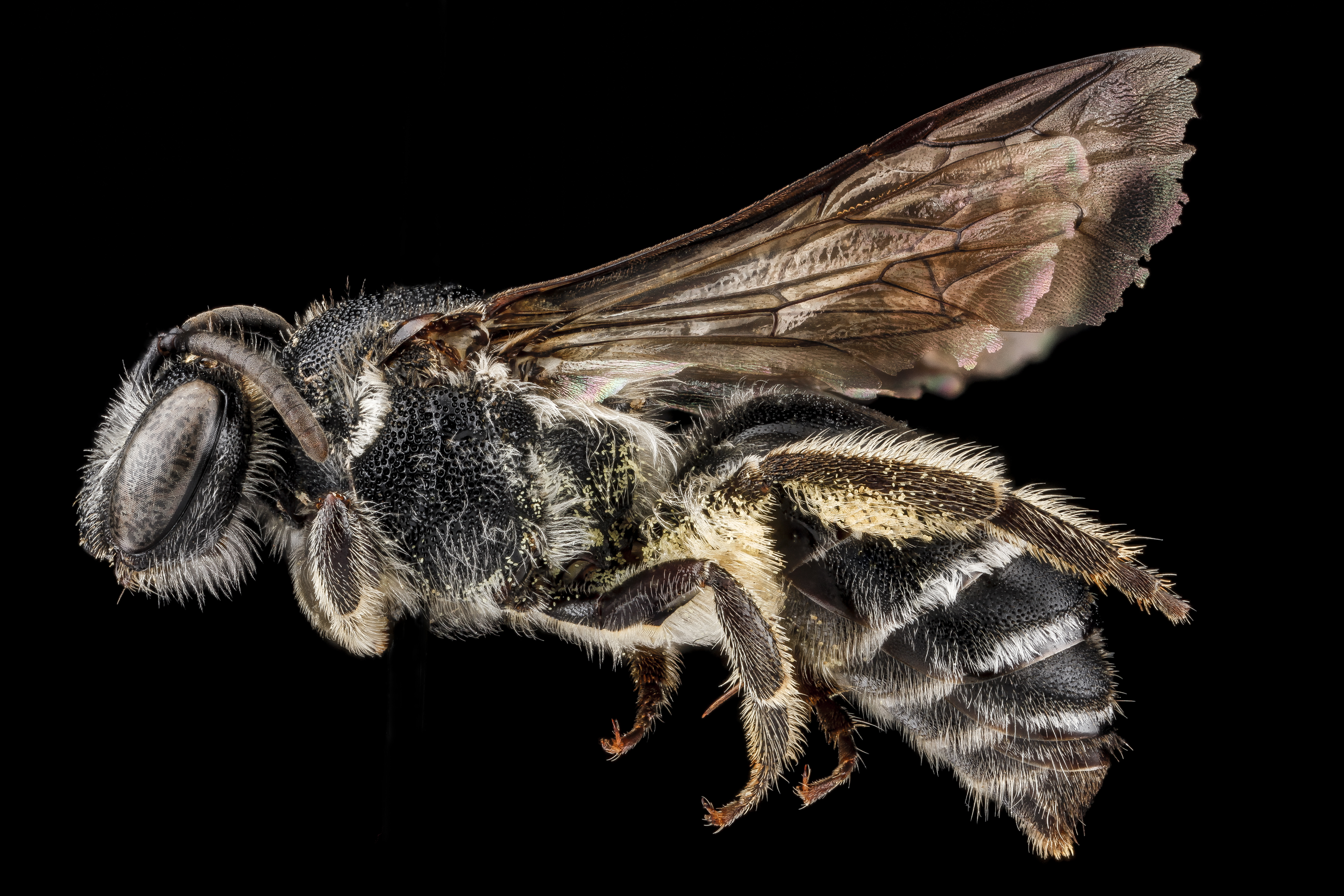
Colletes nudus.

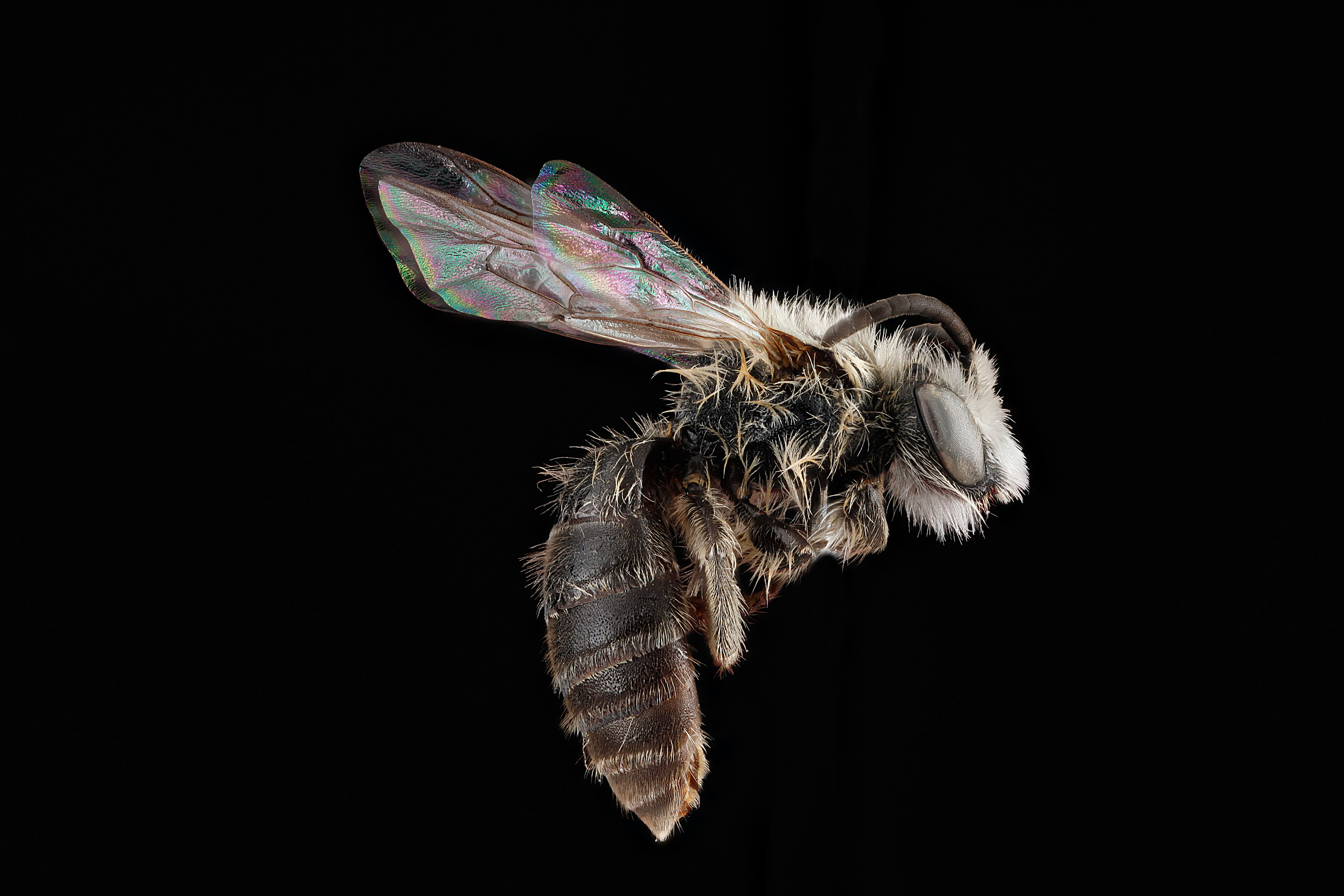
Colletes nigrifrons.

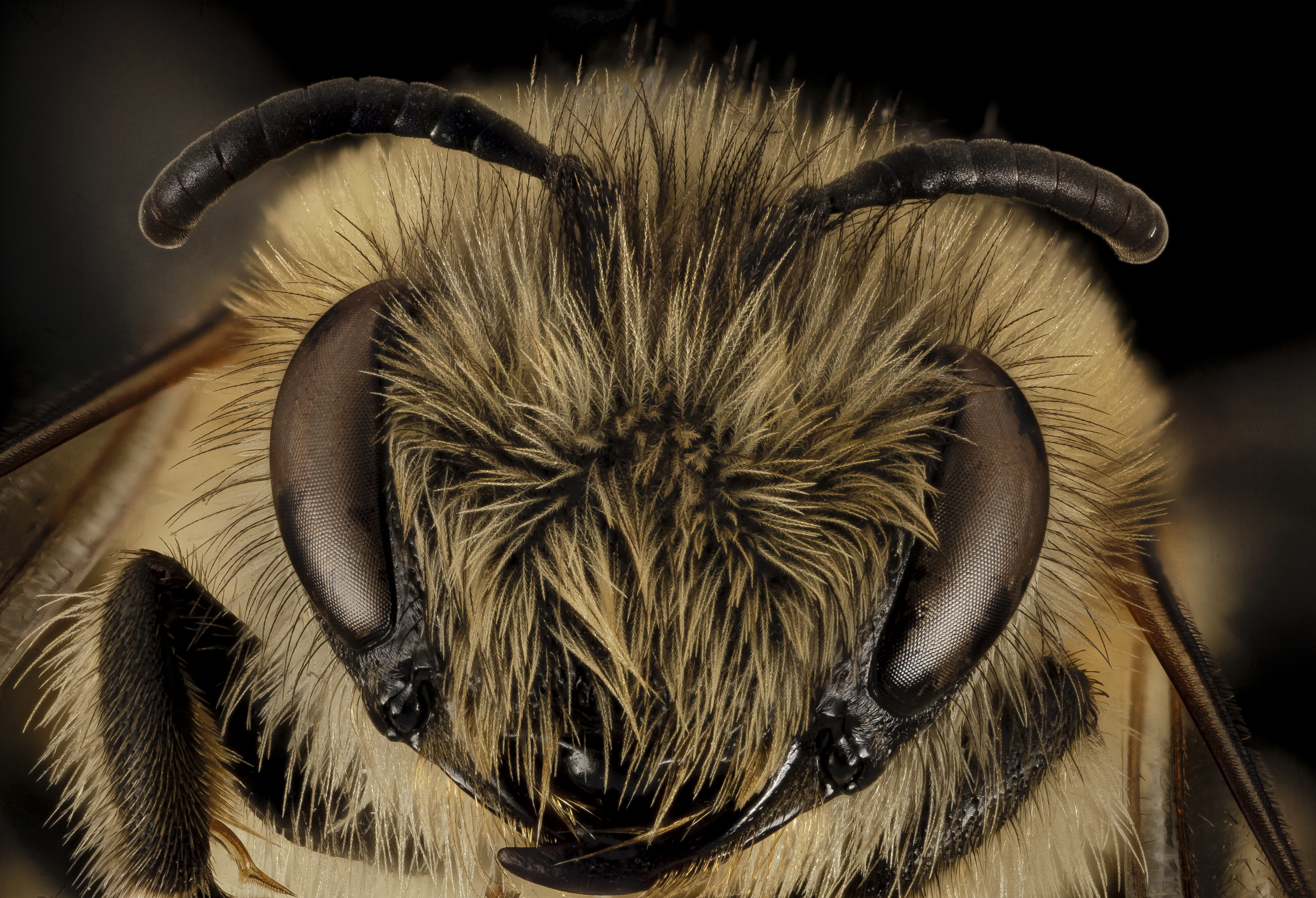
Colletes cariniger.

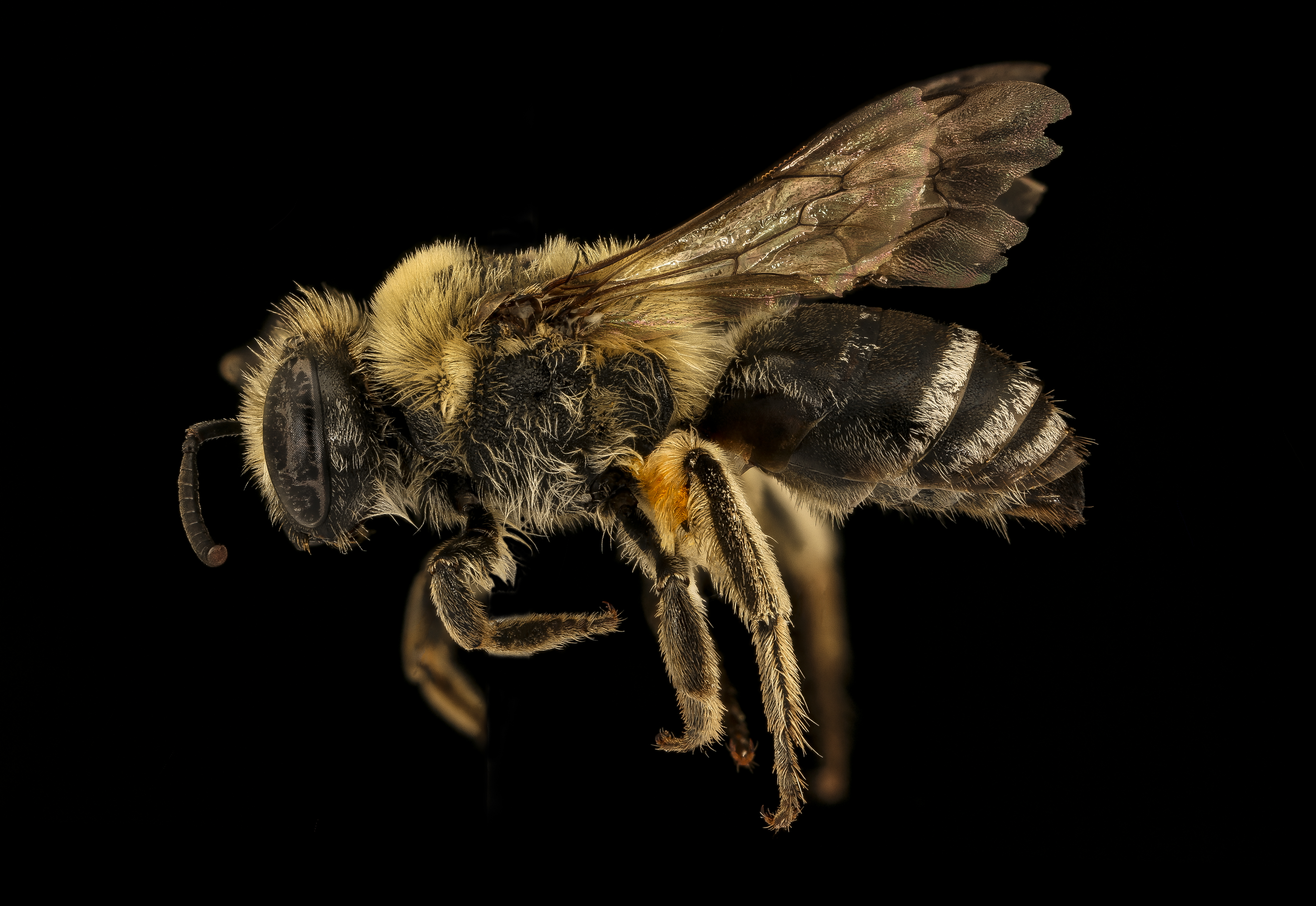
Colletes ciliatus.

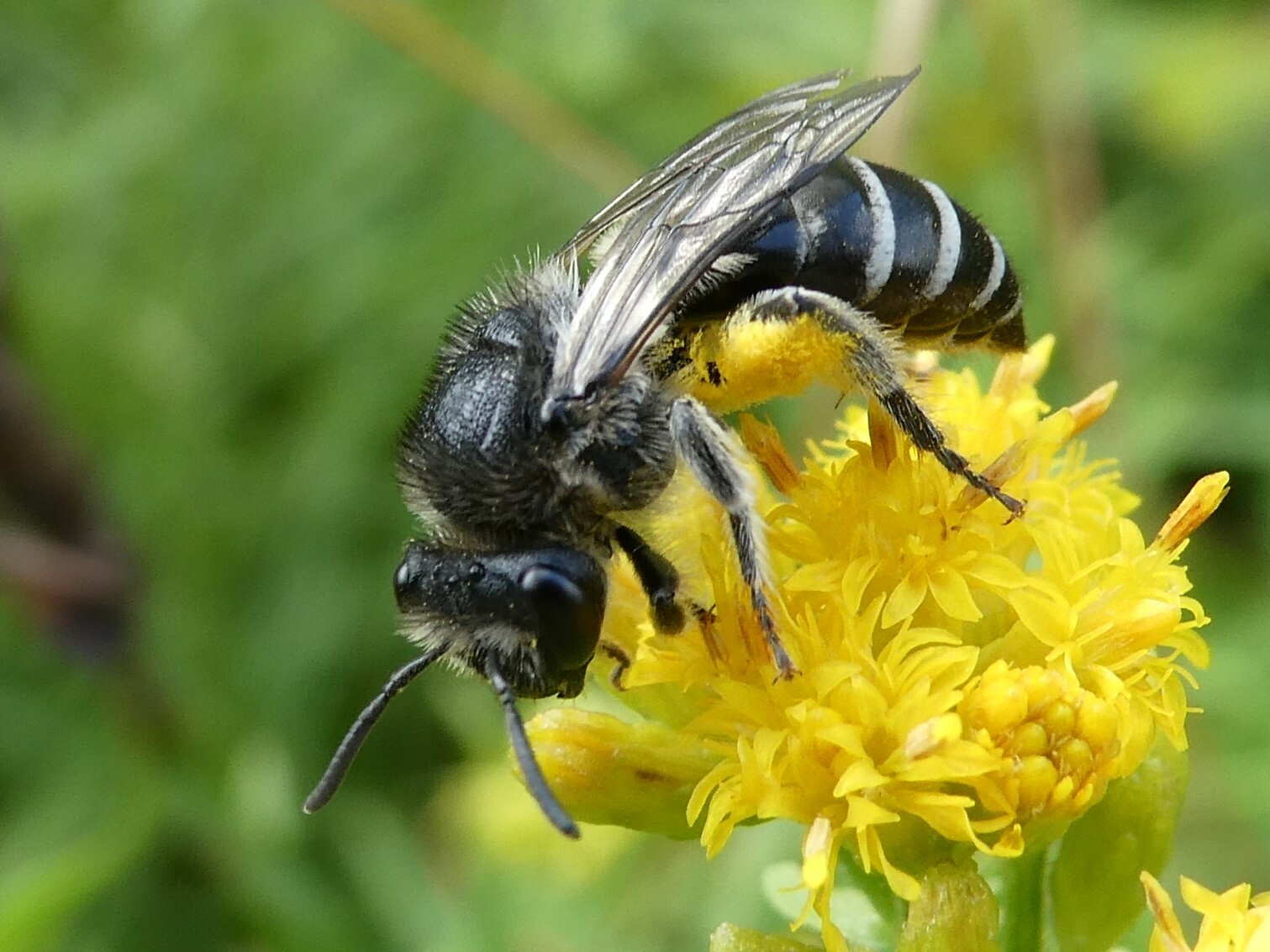
Colletes simulans.

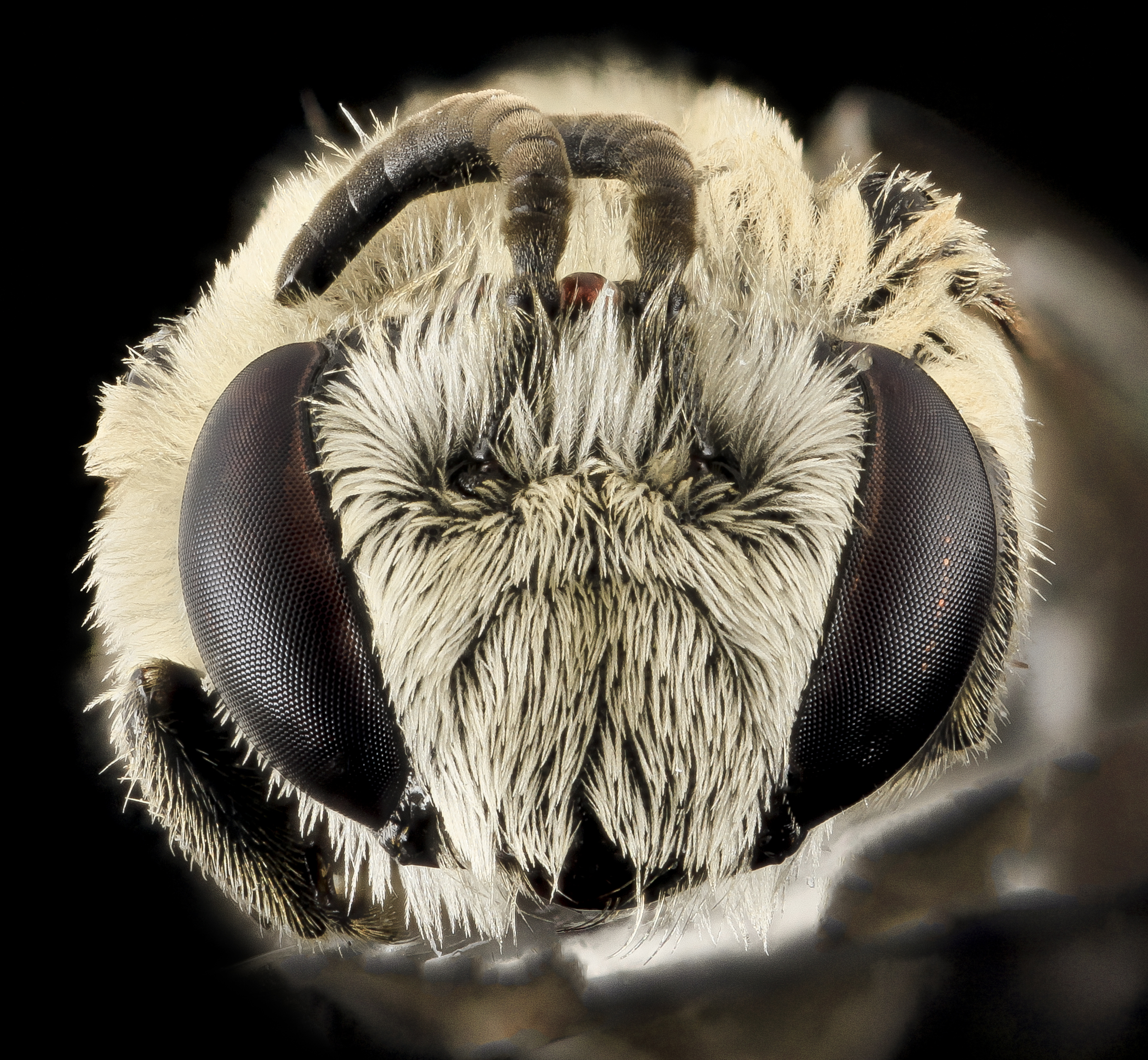
Colletes titusensis.

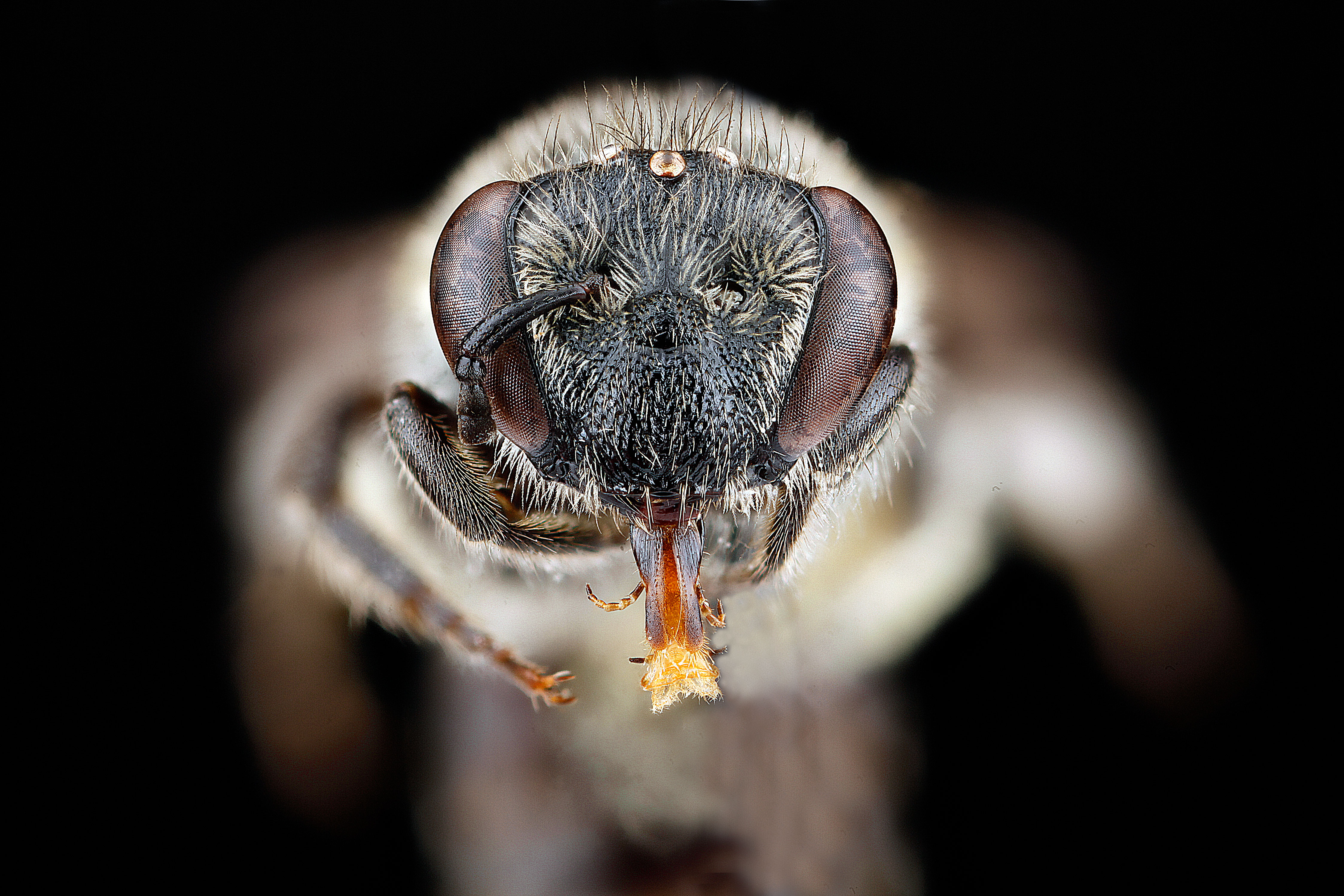
Colletes thysanellae.

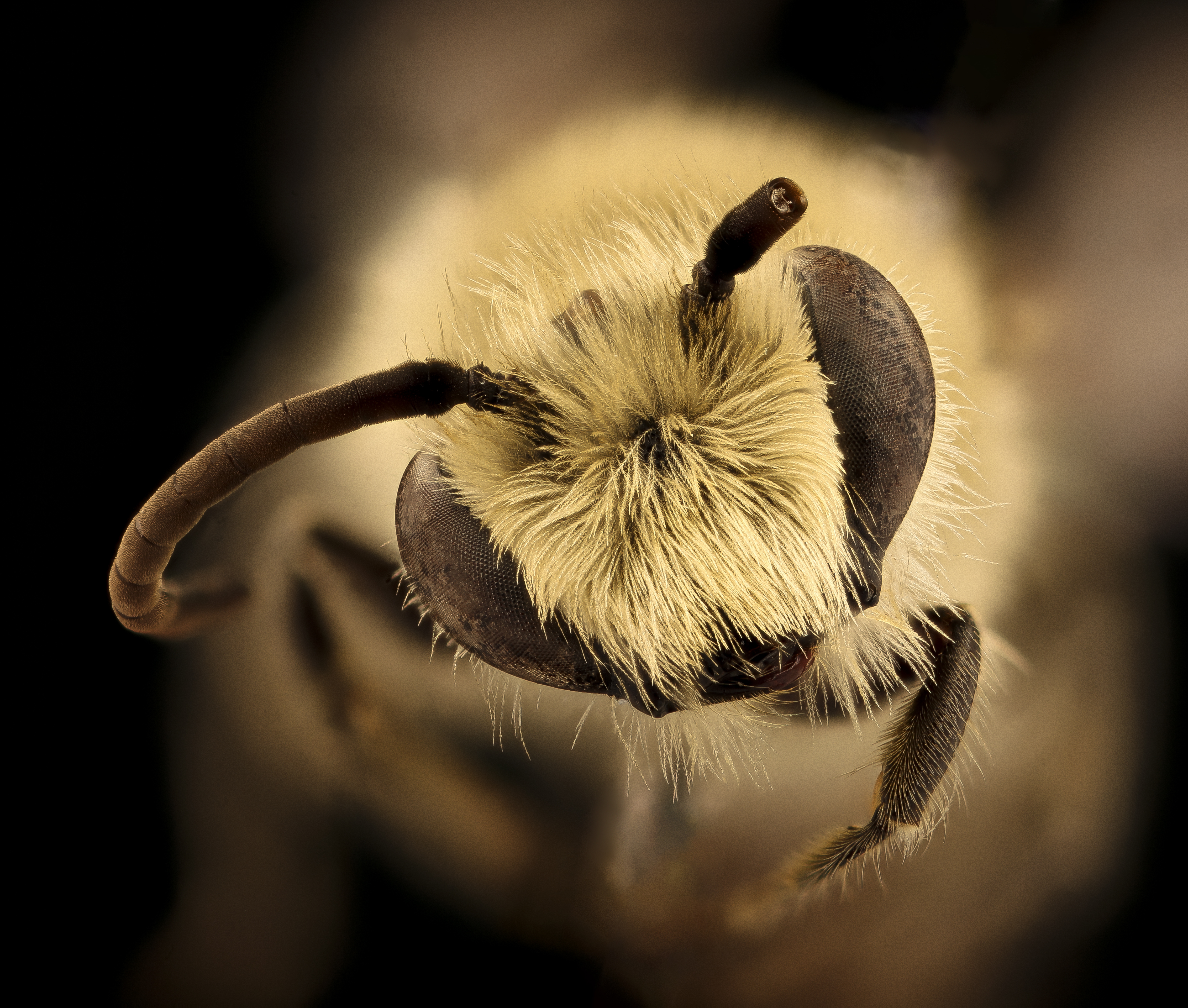
Colletes kincaidii.

- Colletes acutiformis Noskiewicz, 1936
- Colletes acutus Pérez, 1903
- Colletes aestivalis Patton, 1879
- Colletes aethiopicus Kuhlmann & Pauly
- Colletes aethiops Cresson, 1868
- Colletes albescens Cresson, 1868
- Colletes albicinctus (Moure, 1943)
- Colletes albohirtus Cockerell, 1946
- Colletes albomaculatus (Lucas, 1849)
- Colletes alborzensis Kuhlmann, 2019
- Colletes alfkeni Noskiewicz, 1958
- Colletes alfredjohni Kuhlmann, 2002
- Colletes algarobiae Cockerell, 1900
- Colletes alicularis Noskiewicz, 1936
- Colletes alini Kuhlmann, 2000
- Colletes alocochila Moure, 1956
- Colletes altimontanus Ferrari & Silveira
- Colletes americanus Cresson, 1868
- Colletes anceps Radoszkowski, 1891
- Colletes anchusae Noskiewicz, 1924
- Colletes andrewsi Cockerell, 1906
- Colletes angelicus Cockerell, 1905
- Colletes ankarae Warncke, 1978
- Colletes annae Cockerell, 1897
- Colletes annapurnensis Kuhlmann, 2002
- Colletes annejohnae Kuhlmann, 2003
- Colletes annulicornis Morawitz, 1876
- Colletes antecessus Cockerell, 1932
- Colletes antiguensis Cockerell, 1912
- Colletes arabicus Kuhlmann, 2002
- Colletes araucariae Friese, 1910
- Colletes arenarius Morawitz, 1876
- Colletes argentinus Friese, 1908
- Colletes aridus Stephen, 1954
- Colletes arizonensis Stephen, 1954
- Colletes armeniacus (Friese, 1921)
- Colletes arsenjevi Kuhlmann, 2006
- Colletes arthuri Ferrari, 2017
- Colletes arztbergi Kuhlmann, 2003
- Colletes asiaticus Kuhlmann, 1999
- Colletes askhabadensis Radoszkowski, 1886
- Colletes askhabadoides Kuhlmann & Proshchalykin, 2013
- Colletes atacamensis Janvier, 1955
- Colletes atlassus Kuhlmann, 2002
- Colletes atripes Smith, 1854
- Colletes aureocinctus Cockerell, 1946
- Colletes azteka Cresson, 1868
- Colletes azureus Friese, 1912
- Colletes babai Hirashima & Tadauchi, 1979
- Colletes banksi Swenk, 1908
- Colletes beamerorum Stephen, 1954
- Colletes bernadettae Kuhlmann, 2000
- Colletes bhutanicus Kuhlmann, 2003
- Colletes bicolor Smith, 1879
- Colletes bidentulus Noskiewicz, 1936
- Colletes birkmanni Swenk, 1906
- Colletes bischoffi Noskiewicz, 1936
- Colletes biskrensis Noskiewicz, 1936
- Colletes bokkeveldi Kuhlmann, 2007
- Colletes bombiformis Metz, 1910
- Colletes bradleyi Mitchell, 1951
- Colletes brethesi Jörgensen, 1912
- Colletes brevicornis Robertson, 1897
- Colletes brevigena Noskiewicz, 1936
- Colletes brevinodis Vachal, 1909
- Colletes brimleyi Mitchell, 1951
- Colletes brumalis Noskiewicz, 1936
- Colletes bruneri Swenk, 1904
- Colletes brunneitarsis Noskiewicz, 1958
- Colletes bryanti Timberlake, 1951
- Colletes bulbotibialis Stephen, 1954
- Colletes bumeliae Neff, 2004
- Colletes bytinskii Noskiewicz, 1955
- Colletes californicus Provancher, 1895
- Colletes canescens Smith, 1853
- Colletes capensis Cameron, 1905
- Colletes capitatus Metz, 1910
- Colletes cardiurus Cockerell, 1946
- Colletes carinatus Radoszkowski, 1891
- Colletes cariniger Pérez, 1903
- Colletes caskanus (Strand, 1919)
- Colletes caspicus Morawitz, 1874
- Colletes cercidii Timberlake, 1951
- Colletes chalybaeus Friese, 1910
- Colletes chamaesarachae Cockerell, 1897
- Colletes chengtehensis Yasumatsu, 1935
- Colletes chiapensis Ayala, 2017
- Colletes chicoi Ferrari, 2019
- Colletes chusmiza Rojas & Toro, 1993
- Colletes ciliatoides Stephen, 1954
- Colletes ciliatus Patton, 1879
- Colletes cinctellus Friese, 1925
- Colletes cinerascens Morawitz, 1894
- Colletes claripes Friese, 1925
- Colletes clarus Jörgensen, 1912
- Colletes clematidis Jörgensen, 1912
- Colletes clypearis Morawitz, 1876
- Colletes clypeatus Mocsáry, 1901
- Colletes clypeonitens Swenk, 1906
- Colletes cognatus Spinola, 1851
- Colletes collaris Dours, 1872
- Colletes comaticus Kuhlmann
- Colletes comatoides Kuhlmann & Proshchalykin
- Colletes comatus Noskiewicz, 1936
- Colletes comberi Cockerell, 1911
- Colletes compactus Cresson, 1868
- Colletes conradti Noskiewicz, 1936
- Colletes consors Cresson, 1868
- Colletes constrictus Pérez, 1903
- Colletes coquimbensis Ferrari, 2017
- Colletes coriandri Pérez, 1895
- Colletes costaricensis Friese, 1916
- Colletes covilleae Timberlake, 1951
- Colletes cretaceus Morawitz, 1876
- Colletes creticus Noskiewicz, 1936
- Colletes cunicularius (Linnaeus, 1761)
- Colletes cyanescens (Haliday, 1836)
- Colletes cyaneus Holmberg, 1903
- Colletes cyaniventris Ferrari, 2017
- Colletes cyanonitidus Kuhlmann, 2007
- Colletes cyprius Noskiewicz, 1936
- Colletes daleae Cockerell, 1897
- Colletes daourus Warncke, 1978
- Colletes daviesanus Smith, 1846
- Colletes delicatus Metz, 1910
- Colletes delodontus Viereck, 1903
- Colletes dentiventris Dours, 1872
- Colletes denudatus Cockerell, 1946
- Colletes deserticola Timberlake, 1951
- Colletes desertorum Kuhlmann, 2002
- Colletes dilatatus Metz, 1910
- Colletes dimidiatus Brullé, 1840
- Colletes dinizi Kuhlmann, Ortiz & Ornosa, 2001
- Colletes diodontus Benoist, 1958
- Colletes distinctus Cresson, 1868
- Colletes dlusskyi Kuhlmann & Proshchalykin, 2015
- Colletes dorni Kuhlmann, 2002
- Colletes dorsalis Morawitz, 1888
- Colletes dubitatus Noskiewicz, 1936
- Colletes dudgeonii Bingham, 1897
- Colletes durbanensis Cockerell, 1919
- Colletes dusmeti Noskiewicz, 1936
- Colletes eardleyi Kuhlmann, 2007
- Colletes eatoni Morice, 1904
- Colletes ebmeri Kuhlmann, 2002
- Colletes edentuloides Kuhlmann, 2011
- Colletes edentulus Noskiewicz, 1936
- Colletes elegans Noskiewicz, 1936
- Colletes emaceatus Noskiewicz, 1936
- Colletes eous Morice, 1904
- Colletes esakii Hirashima, 1958
- Colletes escalerai Noskiewicz, 1936
- Colletes eulophi Robertson, 1891
- Colletes eupogonites Moure, 1949
- Colletes everaertae Michener, 1993
- Colletes extensicornis Vachal, 1909
- Colletes fasciatus Smith, 1853
- Colletes fascicularis Cockerell, 1932
- Colletes faurei Cockerell, 1946
- Colletes ferenudus Ferrari, 2019
- Colletes flagellaris Ferrari, 2019
- Colletes flaminii Moure, 1956
- Colletes flavicornis Morawitz, 1876
- Colletes flavipilosus Ferrari, 2017
- Colletes floralis Eversmann, 1852
- Colletes fodiens (Fourcroy, 1785)
- Colletes fodiens (Geoffroy, 1785)
- Colletes formosus Pérez, 1895
- Colletes foveolaris Pérez, 1903
- Colletes fraterculus Noskiewicz, 1936
- Colletes friesei Cockerell, 1918
- Colletes frontalis Metz, 1910
- Colletes fulgidus Swenk, 1904
- Colletes fulvicornis Noskiewicz, 1936
- Colletes fulvipes Spinola, 1851
- Colletes furfuraceus Holmberg, 1886
- Colletes fuscicornis Noskiewicz, 1936
- Colletes fusconotus Cockerell, 1919
- Colletes gallicus Radoszkowski, 1891
- Colletes gandhi Kuhlmann, 2003
- Colletes genalis Friese, 1909
- Colletes gessi Kuhlmann, 2007
- Colletes gigas Cockerell, 1918
- Colletes gilensis Cockerell, 1897
- Colletes gilvus Vachal, 1909
- Colletes glaber Warncke, 1978
- Colletes glycyrrhizae Jörgensen, 1912
- Colletes gorillarum Cockerell, 1932
- Colletes graeffei Alfken, 1900
- Colletes granpiedrensis Genaro, 2001
- Colletes grisellus Michener, 1989
- Colletes griseus (Westwood, 1875)
- Colletes guadalajarensis Metz, 1910
- Colletes guanta Rojas & Toro, 1993
- Colletes guatemalensis Ayala, 2017
- Colletes guichardi Kuhlmann, 2003
- Colletes gussakowskii Noskiewicz, 1936
- Colletes gypsicolens Cockerell, 1897
- Colletes hakkari Kuhlmann, 2002
- Colletes halophilus Verhoeff, 1944
- Colletes harreri Kuhlmann, 2002
- Colletes harrerioides
- Colletes haubrugei Kuhlmann, 2002
- Colletes hawkingi Ferrari, 2019
- Colletes hederae Schmidt & Westrich, 1993
- Colletes hedini Kuhlmann, 2002
- Colletes heilongtanensis
- Colletes hethiticus Warncke, 1978
- Colletes hicaco Genaro, 2003
- Colletes hiekejuniori Kuhlmann, 2003
- Colletes hiekeseniori Kuhlmann, 2003
- Colletes himalayensis Kuhlmann, 2002
- Colletes hirsutus
- Colletes hirtibasis Cockerell, 1936
- Colletes howardi Swenk, 1925
- Colletes hyalinus Provancher, 1888
- Colletes hylaeiformis Eversmann, 1852
- Colletes idoneus Cockerell, 1922
- Colletes imbricatus Ferrari, 2019
- Colletes impunctatus Nylander, 1852
- Colletes inaequalis Say, 1837
- Colletes inconspicuus Kirby, 1900
- Colletes indicus Kuhlmann, 2003
- Colletes inexpectatus Noskiewicz, 1936
- Colletes infracognitus Cockerell, 1937
- Colletes inornatus Cockerell, 1946
- Colletes inspersus
- Colletes integer Noskiewicz, 1936
- Colletes intermixtus Swenk, 1905
- Colletes intricans
- Colletes intricatus Smith, 1879
- Colletes inuncantipedis Neff, 2004
- Colletes iranicus Noskiewicz, 1962
- Colletes isabelae Ayala, 2017
- Colletes issykkuli Kuhlmann, 2003
- Colletes isthmicus Swenk, 1930
- Colletes jaliscoensis Ayala, 2017
- Colletes jankowskyi Radoszkowski, 1891
- Colletes jejunus Noskiewicz, 1936
- Colletes jemeniticus Kuhlmann
- Colletes jobeli Ayala, 2017
- Colletes joergenseni Friese, 1910
- Colletes jovel Kuhlmann & Proshchalykin
- Colletes judaicus Noskiewicz, 1955
- Colletes kaline Kuhlmann & Proshchalykin, 2013
- Colletes kansensis Stephen, 1954
- Colletes karooensis Kuhlmann, 2007
- Colletes kaszabi Kuhlmann, 2002
- Colletes katharinae Kuhlmann, 2007
- Colletes kazakhus Kuhlmann & Proshchalykin
- Colletes kerri Moure, 1956
- Colletes kinabalu Kuhlmann, 2014
- Colletes kincaidii Cockerell, 1898
- Colletes kipyatkovi Kuhlmann & Proshchalykin, 2013
- Colletes knersvlaktei Kuhlmann, 2007
- Colletes kozlovi Friese, 1913
- Colletes kudonis Cockerell, 1927
- Colletes kuhlmanni Ferrari, 2017
- Colletes lacunatus Dours, 1872
- Colletes laevifrons Morawitz, 1894
- Colletes laevigena Noskiewicz, 1936
- Colletes langano Kuhlmann & Pauly
- Colletes langeanus Moure, 1956
- Colletes larreae Timberlake, 1951
- Colletes latefasciatus Friese, 1925
- Colletes laticaudus Cockerell, 1946
- Colletes laticeps Friese, 1910
- Colletes laticinctus Timberlake, 1951
- Colletes latipes Friese, 1915
- Colletes latitarsis Robertson, 1891
- Colletes lebedewi Noskiewicz, 1936
- Colletes ligatus Erichson, 1855
- Colletes lineatus Metz, 1910
- Colletes linsleyi Timberlake, 1951
- Colletes linzhiensis Niu, Zhu & Kuhlmann
- Colletes longiceps Friese, 1910
- Colletes longifacies Stephen, 1954
- Colletes longimala Kuhlmann & Proshchalykin
- Colletes louisae Cockerell, 1897
- Colletes lucasi Pérez, 1895
- Colletes lucens Vachal, 1909
- Colletes lutzi Timberlake, 1943
- Colletes luzhouensis Kuhlmann, 2007
- Colletes lycii Jörgensen, 1912
- Colletes macconnelli Metz, 1910
- Colletes mackieae Cockerell, 1932
- Colletes maidli Noskiewicz, 1936
- Colletes malleatus Cockerell, 1933
- Colletes malmus (Cameron, 1905)
- Colletes mandibularis Smith, 1853
- Colletes marginatus Smith, 1846
- Colletes marleyi Cockerell, 1919
- Colletes maroccanus Warncke, 1978
- Colletes mastochila Moure, 1956
- Colletes meneliki Kuhlmann, 2020
- Colletes merceti Noskiewicz, 1936
- Colletes meridionalis Schrottky, 1902
- Colletes metzi Timberlake, 1951
- Colletes mexicanus Cresson, 1868
- Colletes meyeri Noskiewicz, 1936
- Colletes michaelis Cockerell, 1936
- Colletes micheneri Stephen, 1954
- Colletes michenerianus Moure, 1956
- Colletes microdontoides Kuhlmann, 2003
- Colletes microdontus Cockerell, 1937
- Colletes mimincus Cockerell, 1914
- Colletes minutissimus Kuhlmann, 2002
- Colletes minutus Kuhlmann, 2002
- Colletes mirabilis Kuhlmann & Proshchalykin, 2013
- Colletes missionum Cockerell, 1932
- Colletes mitchelli Stephen, 1954
- Colletes mixtus Radoszkowski, 1891
- Colletes mlokossewiczi Radoszkowski, 1891
- Colletes moctezumensis Metz, 1910
- Colletes mongolicus Friese, 1914
- Colletes montacuti Cockerell, 1947
- Colletes montefragus Raw, 1984
- Colletes morawitzensis Kuhlmann & Proshchalykin
- Colletes morawitzi Noskiewicz, 1936
- Colletes moricei Saunders, 1904
- Colletes motaguensis Cockerell, 1912
- Colletes mourei Kuhlmann, 1999
- Colletes muellermotzfeldi Kuhlmann & Proshchalykin, 2013
- Colletes murinus Friese, 1900
- Colletes musculus Friese, 1910
- Colletes nadigi Noskiewicz, 1936
- Colletes nanaeformis Noskiewicz, 1959
- Colletes nanellus Cockerell, 1944
- Colletes nanus Friese, 1898
- Colletes nasutus Smith, 1853
- Colletes nautlanus Cockerell, 1899
- Colletes neoqueenensis Friese, 1910
- Colletes nieuwoudtvillei Kuhlmann, 2007
- Colletes niger Swenk, 1904
- Colletes nigerrima Ayala, 2017
- Colletes nigricans Gistel, 1857
- Colletes nigrifrons Titus, 1900
- Colletes nigritulus Friese, 1910
- Colletes nigropilosus Ferrari, 2017
- Colletes nitescens Timberlake, 1951
- Colletes nitidicollis Friese, 1900
- Colletes niveatus Kuhlmann, 2002
- Colletes noskiewiczi Cockerell, 1942
- Colletes nudus Robertson, 1898
- Colletes obscurus Friese, 1925
- Colletes ochraceus Swenk, 1906
- Colletes omanus Kuhlmann, 2003
- Colletes opacicollis Friese, 1909
- Colletes opacus Friese, 1925
- Colletes ornatus Schrottky, 1903
- Colletes ottomanus Noskiewicz, 1958
- Colletes packeri Kuhlmann
- Colletes pallescens Noskiewicz, 1936
- Colletes pallipes Noskiewicz, 1936
- Colletes pampeanus Ferrari, 2019
- Colletes panamensis Michener, 1954
- Colletes paniscus Viereck, 1903
- Colletes pannonicus Hölzler & Mazzucco, 2011
- Colletes parafodiens Friese, 1925
- Colletes paratibeticus Kuhlmann, 2002
- Colletes pascoensis
- Colletes patagonicus Schrottky, 1907
- Colletes patellatus Pérez, 1905
- Colletes pauljohni Kuhlmann, 2002
- Colletes penulatus Noskiewicz, 1936
- Colletes perezi Morice, 1904
- Colletes perforator Smith, 1869
- Colletes perileucus Cockerell, 1924
- Colletes perplexus Smith, 1879
- Colletes persicus Warncke, 1979
- Colletes peruvicus Cockerell, 1913
- Colletes pesenkoi Kuhlmann & Proshchalykin, 2013
- Colletes petalostemonis Swenk, 1906
- Colletes petropolitanus Dalla Torre, 1897
- Colletes phaceliae Cockerell, 1906
- Colletes phenax Cockerell, 1946
- Colletes pinnatus Vachal, 1909
- Colletes platycnema Snelling, 1975
- Colletes plebeius Cockerell, 1946
- Colletes plumulosus Noskiewicz, 1936
- Colletes pollinarius Noskiewicz, 1936
- Colletes popovi Noskiewicz, 1936
- Colletes productus Robertson, 1891
- Colletes prosopidis Cockerell, 1897
- Colletes pseudocinerascens Noskiewicz, 1936
- Colletes pseudojejunus Noskiewicz, 1959
- Colletes pseudolaevigena Kuhlmann, 2002
- Colletes pseudomirabilis Kuhlmann & Proshchalykin, 2014
- Colletes pulchellus Pérez, 1903
- Colletes pumilus Morice, 1904
- Colletes punctatus Mocsáry, 1877
- Colletes punctipennis Cresson, 1868
- Colletes quadrigenis Vachal, 1909
- Colletes quelu Rojas & Toro, 1993
- Colletes radoszkowskii Noskiewicz, 1936
- Colletes ravuloides Kuhlmann & Proshchalykin, 2023
- Colletes ravulus Noskiewicz, 1936
- Colletes recurvatus Metz, 1910
- Colletes reginae Cockerell, 1946
- Colletes reinigi Noskiewicz, 1936
- Colletes restingensis Noskiewicz, 1936
- Colletes reticulatus (Cameron, 1897)
- Colletes rhodaspis Cockerell, 1909
- Colletes robertsonii Dalla Torre, 1896
- Colletes roborovskyi Friese, 1913
- Colletes rohweri Cockerell, 1919
- Colletes rothschildi Vachal, 1909
- Colletes rozeni Kuhlmann, 2005
- Colletes rubellus Noskiewicz, 1936
- Colletes rubicola Benoist, 1942
- Colletes rubripes Noskiewicz, 1936
- Colletes rubrovittatus Cockerell, 1946
- Colletes rudis Timberlake, 1951
- Colletes ruficollis Friese, 1925
- Colletes rufipes Smith, 1879
- Colletes rufitarsis Friese, 1909
- Colletes rufocinctus Cockerell, 1929
- Colletes rufosignatus Cockerell, 1918
- Colletes rufotibialis Friese, 1909
- Colletes rugicollis Friese, 1900
- Colletes rutilans Vachal, 1909
- Colletes salicicola Cockerell, 1897
- Colletes salsolae Cockerell, 1934
- Colletes sanctus Cockerell, 1910
- Colletes saritensis Stephen, 1954
- Colletes schmidi Noskiewicz, 1962
- Colletes schrottkyi Jörgensen, 1912
- Colletes schultzei Friese, 1909
- Colletes schwarzi Kuhlmann, 2002
- Colletes scopiventer Swenk, 1908
- Colletes seitzi Alfken, 1900
- Colletes sellatus Morawitz, 1894
- Colletes seminitens Cockerell, 1919
- Colletes seminitidus Spinola, 1851
- Colletes senilis (Eversmann, 1852)
- Colletes senkelensis Kuhlmann & Pauly
- Colletes sertanicola Ferrari, 2019
- Colletes sexangulus Ferrari, 2019
- Colletes sichuanensis Kuhlmann, 2007
- Colletes sidemii Radoszkowski, 1891
- Colletes sierrensis Frey-Gessner, 1903
- Colletes similis Schenck, 1853
- Colletes simulans Cresson, 1868
- Colletes simulatus Ferrari, 2017
- Colletes simus Pérez, 1903
- Colletes skinneri Viereck, 1903
- Colletes skorikowi Noskiewicz, 1936
- Colletes slevini Cockerell, 1925
- Colletes sodalis (Cameron, 1897)
- Colletes solari Ayala, 2017
- Colletes solidaginis Swenk, 1906
- Colletes solitarius Timberlake, 1951
- Colletes somereni Cockerell, 1947
- Colletes sordescens Cockerell, 1933
- Colletes sorocula Cockerell
- Colletes sororcula Cockerell, 1936
- Colletes speculiferus Cockerell, 1927
- Colletes sphaeralceae Timberlake, 1951
- Colletes spilopterus Cockerell, 1917
- Colletes spinatus Niu, Zhu & Kuhlmann
- Colletes squamosus Morawitz, 1878
- Colletes squamulosus Noskiewicz, 1936
- Colletes stachi Noskiewicz, 1958
- Colletes standfussi Kuhlmann, 2003
- Colletes steinbachi Friese, 1910
- Colletes stellatus Cockerell, 1946
- Colletes stepheni Timberlake, 1958
- Colletes striginasis Vachal, 1909
- Colletes subdilatatus Metz, 1910
- Colletes submarginatus Cresson, 1865
- Colletes subnitens Noskiewicz, 1936
- Colletes succinctus (Linnaeus, 1758)
- Colletes sulcatus Vachal, 1909
- Colletes susannae Swenk, 1925
- Colletes swenki Stephen, 1954
- Colletes tadschikus Kuhlmann, 2002
- Colletes taiwanensis Dubitzki & Kuhlmann, 2004
- Colletes tardus Noskiewicz, 1936
- Colletes tectiventris Timberlake, 1951
- Colletes testaceipes Friese, 1909
- Colletes texanus Cresson, 1872
- Colletes thoracicus Smith, 1853
- Colletes thysanellae Mitchell, 1951
- Colletes tibestensis Kuhlmann
- Colletes tibeticus Kuhlmann, 2002
- Colletes timberlakei Stephen, 1954
- Colletes tinctulus Cockerell, 1937
- Colletes tingoensis Cockerell, 1926
- Colletes titusensis Mitchell, 1951
- Colletes tomentosus Friese, 1910
- Colletes toroi Ferrari, 2017
- Colletes transitorius Noskiewicz, 1936
- Colletes transitus Kuhlmann & Proshchalykin, 2013
- Colletes trigonatus Cockerell, 1933
- Colletes tuberculatus Morawitz, 1894
- Colletes tuberculiger Noskiewicz, 1936
- Colletes tulbaghensis Kuhlmann, 1998
- Colletes turgiventris Timberlake, 1951
- Colletes tzotzilis Ayala, 2017
- Colletes ulrikae Kuhlmann, 2002
- Colletes ultravalidus Hall & Ascher, 2016
- Colletes uralensis Noskiewicz, 1936
- Colletes utilis Cockerell, 1897
- Colletes uzbekus Kuhlmann & Proshchalykin
- Colletes vachali Jörgensen, 1912
- Colletes validus Cresson, 1868
- Colletes vandykei Timberlake, 1951
- Colletes ventricarinatus Ferrari, 2017
- Colletes vestitus
- Colletes vicugnensis Rojas & Toro.Adicionalmente, 1993
- Colletes virgatus Vachal, 1904
- Colletes volsellatus Metz, 1910
- Colletes wacki Kuhlmann, 2002
- Colletes wahisi Kuhlmann, 2002
- Colletes wahrmani Noskiewicz, 1959
- Colletes warnckei Kuhlmann, 2002
- Colletes watmoughi Kuhlmann, 2007
- Colletes weiski Friese, 1912
- Colletes westghats Kuhlmann, 2003
- Colletes wickhami Timberlake, 1943
- Colletes willistoni Robertson, 1891
- Colletes wilmattae Cockerell, 1904
- Colletes wolfi Kuhlmann, 1999
- Colletes wollmanni Noskiewicz, 1936
- Colletes wootoni Cockerell, 1897
- Colletes xerophilus Timberlake, 1951
- Colletes xizangensis
- Colletes xuechengensis Kuhlmann, 2007
- Colletes xuezhongi
- Colletes yanruae Niu, Zhu, Kuhlmann & In, 2013
- Colletes yemensis Noskiewicz, 1929
- Colletes zuluensis Friese, 1925
- Colletes zygophyllum Kuhlmann, 2007

### Espèces européennes
Selon Fauna Europaea (27 septembre 2021) :
- Colletes abeillei
- Colletes acutiformis
- Colletes acutus
- Colletes albomaculatus
- Colletes anchusae
- Colletes brevigena
- Colletes canescens
- Colletes carinatus
- Colletes cariniger
- Colletes caskanus
- Colletes caspicus
- Colletes collaris
- Colletes creticus
- Colletes cunicularius
- Colletes cyprius
- Colletes daviesanus
- Colletes dimidiatus
- Colletes dinizi
- Colletes dusmeti
- Colletes eous
- Colletes escalerai
- Colletes floralis
- Colletes fodiens
- Colletes foveolaris
- Colletes gallicus
- Colletes graeffei
- Colletes halophilus
- Colletes hederae
- Colletes hethiticus
- Colletes hylaeiformis
- Colletes ibericus
- Colletes impunctatus
- Colletes inexpectatus
- Colletes lebedewi
- Colletes ligatus
- Colletes maidli
- Colletes marginatus
- Colletes merceti
- Colletes meyeri
- Colletes mlokossewiczi
- Colletes moricei
- Colletes nadigi
- Colletes nasutus
- Colletes nigricans
- Colletes noskiewiczi
- Colletes pallescens
- Colletes pulchellus
- Colletes punctatus
- Colletes schmidi
- Colletes senilis
- Colletes sierrensis
- Colletes similis
- Colletes standfussi
- Colletes succinctus
- Colletes tardus
- Colletes tuberculatus
- Colletes tuberculiger
- Colletes wolfi